# Liste von Musikinstrumenten
Diese Liste enthält Musikinstrumente, also Gegenstände, die entweder eigens hergestellt wurden, um mit den Tönen, die sie erzeugen, Musik zu machen, oder die in einer Nebenfunktion regelmäßig zum Musikmachen verwendet werden. Teile von Musikinstrumenten werden nicht aufgeführt, ebenso wenig die Kategorien, mit denen Musikinstrumente eingeteilt werden. Die am weitesten verbreitete Klassifizierung enthält die 1914 erstmals veröffentlichte Hornbostel-Sachs-Systematik. Übergeordnete Begriffe finden sich dort. Daneben ist eine Vielzahl weiterer Klassifizierungen von Musikinstrumenten bekannt.
Instrumente, die in unterschiedlichen Stimmungen und Bauformen hergestellt werden, sind nur bei entsprechendem Verbreitungsgrad einzeln aufgeführt. Teilweise werden auch Instrumentengattungen einbezogen, wenn sie in einem regionalen oder kulturellen Zusammenhang stehen.
Siehe auch: Mechanische Musikautomaten, Liste traditioneller chinesischer Musikinstrumente und Liste der Musikinstrumentenkürzel

## A
- Adiaphon, Tasteninstrument mit Stimmgabeln
- Adungu, Bogenharfe im Norden Ugandas
- Aelodicon, Vorläufer des Harmoniums
- Aeoline, mundgeblasenes Aerophon mit Durchschlagzunge
- Aeolsharfe, Saiteninstrument, dessen Saiten durch einen Luftstrom in Schwingungen versetzt werden
- Aetherophon → Theremin. Elektronisches, berührungslos gespieltes Instrument
- Agogô, geschlagenes Glockenpaar, Brasilien
- Aida-Trompete, historische Ventiltrompete
- Aizai, regional verbreitetes chinesisches Doppelrohrblattinstrument, ähnlich einer Suona
- Ajaeng, siebensaitige koreanische Zither
- Akadinda, Holmxylophon in Uganda
- Akkordeon, Handzuginstrument mit durchschlagender Zunge
- Akkordzither, griffbrettlose Zither
- Akustische Bassgitarre, eine tief klingende Gitarre
- Akustische Gitarre, eine Gitarre, bei der die Töne ohne Elektronik erzeugt werden
- Albisiphon, historische italienische Bassquerflöte
- Albogue, Gruppe von Hornpfeifen in Spanien zu der auch die Alboka gehört
- Alboka, baskisches Rohrblattinstrument mit Windkapsel
- Algaita, Doppelrohrblattinstrument im Niger, Kegeloboe aus Holz, ähnlich Schalmei
- Alghoza, eine Doppelflöte, Volksmusikinstrument in den indischen Bundesstaaten Punjab und Sindh
- Alfaia, mit Schlägeln gespielte Zylindertrommel in der brasilianischen Musik
- Almpfeiferl, österreichische Blockflöte
- Alphorn, Polsterpfeife, Schweizer Blasinstrument aus Holz
- Altblockflöte → Blockflöte
- Althorn → Bügelhorn, Blechblasinstrument
- Altklarinette → Klarinette
- Altposaune → Posaune
- Altsaxophon, Saxophon, Holzblasinstrument
- Altzither → Zither
- Amadinda, Holzxylophon in Uganda
- Amakondera, Ensemble aus fünf bis acht quer geblasenen Naturtrompeten in Uganda und Ruanda
- Amboss, Schlagidiophon
- Amyrga, Blechblasinstrument, ein Jagdhorn in Tuwa
- Anemochord, historisches Tasteninstrument, die Saiten wurden durch Wind angeregt, ähnlich wie bei der Äolsharfe
- Angelica, barockes Zupfinstrument
- Angklung, ein Schüttelidiophon aus Bambus, Herkunft Westjava, in Südostasien verbreitet
- Ansingtrommel → Mirliton, Membranophon. Membran wird durch Ansingen in Schwingungen versetzt. Ein kleines Mirliton ist das Kazoo
- Antoniophon, in der zweiten Hälfte des 19. Jahrhunderts verwendetes Ventilhorn
- Anzad, auch Anzhad, → Imzad. Einsaitiges Streichinstrument der Tuareg
- Apito, brasilianische Pfeife, die im Samba als Signalinstrument den Rhythmus markiert
- Apollonicon, eine Drehorgel
- Arbajo, viersaitige Langhalslaute der Musikerkaste Gaine in Nepal
- Archicembalo, historisches Tasteninstrument
- Archiorgano, historisches Tasteninstrument ähnlich Archicembalo
- Arcicistre, historisches Saiteninstrument, im 18. Jahrhundert in Frankreich entwickelt, eine mit dem Bogen gestrichene Cister
- Ardin, von Frauen gespielte Bogenharfe in Mauretanien und Westsahara
- Arghul, arabisches Blasinstrument mit Einfachrohrblatt
- Armgeige, eine Bratsche
- Arpeggione, auch Streichgitarre. 1823 erfundenes Streichinstrument ähnlich einem Cello, mit der Stimmung einer Gitarre
- Ashiko, einfellige konische Röhrentrommel in Westafrika
- Askobantoura, auch Askomantoura. Seltene Sackpfeife in Kreta
- Atabaque, mit der Hand geschlagene Fasstrommel in der brasilianischen Musik
- Atenteben, eine Bambusflöte aus Ghana
- Atumpan, eine kelchförmige Standtrommel der Akan in Ghana
- Aufschlagröhren, Schlagidiophon
- Aulos, antikes Rohrblattinstrument
- Autbòi, historisches Blasinstrument mit Doppelrohrblatt aus Südfrankreich
- Autoharp, zitherähnliches Saiteninstrument mit Klaviatur oder Knopfmechanik
- Autohupe, Autohupenorgel → Hupe, Lärminstrumente
- Automatophon, ein mechanisches Musikinstrument mit rotierendem Zylinder
- Axatse, Kalebassenrassel in Westafrika, ähnlich der lateinamerikanischen Shékere

## B
- Bağlama → Saz, Gruppe von türkischen Langhalslauten
- Baglamas, griechische Langhalslaute, kleine Bouzouki
- Bajan, ein Chromatisches Knopfakkordeon
- Bajo Sexto, Bassgitarre aus Mexiko
- Bakllama, dreisaitige Langhalslaute in Südalbanien, mit der türkischen Bağlama verwandt
- Balaban, Kurzoboe in Aserbaidschan, ähnlich der türkischen Mey
- Balafon, westafrikanisches Xylophon mit Kalebassenresonatoren, ähnlich der Marimba
- Balalaika, dreisaitiges russisches Lauteninstrument
- Ballastsaite, kombiniertes Musikinstrument. Ein an einer Saite hängender metallener Klangkörper wird angeschlagen, der Klang wird durch eine Trommel verstärkt
- Balo → Balafon, ein Xylophon mit Kalebassenresonatoren in Westafrika
- „Bamboo Sax“, im Englischen meist in Anführungszeichen Umschreibung für ein Xaphoon aus Bambus, ein 1976 entwickeltes Einfachrohrblattinstrument
- Bambussaxophon → Saxophon aus unterschiedlich dicken Bambussegmenten zusammengefügt
- Ban (Klapper), Klappern und andere hölzerne Idiophone in China
- Bana, dreisaitige Schalenspießlaute zur Begleitung epischer Gesänge im zentralindischen Bundesstaat Madhya Pradesh
- Banam, auch Banom, einsaitige Fiedeln in der nordindischen Volksmusik
- Bandola, südamerikanisches Zupfinstrument
- Bandoneon, Handzuginstrument
- Bandonika, Handzuginstrument
- Bandonion, andere Schreibweise von Bandoneon
- Bando-Piano, ein von Friedrich Töpel 1930 entwickeltes Bandoneon, folgt Empfehlungen des Klavierpädagogen Tobias Matthey
- Bandura, ukrainische Zither
- Bandurria, spanisches Zupfinstrument, Kurzhalslaute
- Bangwe, Brettzither in Malawi und Zentralmosambik
- Banhu, zweisaitige nordchinesische Spießgeige
- Banjo, amerikanisches Zupfinstrument
- Bansuri, indische Bambus-Querflöte
- Barbat, persischer Vorläufer der arabischen Kurzhalslaute Oud
- Barbitos, antikes griechisches Zupfinstrument
- Baritonhorn, Blechblasinstrument
- Baritonsaxophon, ein mitteltiefes Saxophon
- Barockoboe, eine aus der Schalmei im 17. Jahrhundert entwickelte Oboe
- Barockposaune, historischer Posaunen-Typ
- Barocktrompete, eine Naturtrompete zur Zeit der Barockmusik
- Baryton, Streichinstrument mit Bünden und Resonanzsaiten, ähnlich Arpeggione und Viola da gamba
- Basilika, auf der tragbaren elektronischen Orgel namens Tuttivox basierende Kirchenorgel
- Basing, Blasinstrumente der Bugis auf der indonesischen Insel Sulawesi: Flöte → Suling, Einfachrohrblattinstrumente → Puwi-puwi
- Bassbalalaika, eine tief klingende Balalaika, dreisaitiges russisches Lauteninstrument
- Bassblockflöte, tief gestimmte Blockflöte
- Bassdrum, Schlagtrommel, englisch für Große Trommel
- Bassett → Bassetthorn
- Bassetthorn, eine Klarinette
- Bassettklarinette, tief klingende Klarinette
- Bassgambe, tief klingende Viola da gamba
- Bassgeige, → Kontrabass, das am tiefsten klingende Streichinstrument
- Bassgitarre, bezeichnet den E-Bass oder die Akustische Bassgitarre
- Basshorn, historisches Blechblasinstrument in tiefer Stimmung
- Bassklarinette, eine Klarinette in Basslage
- Basslaute → Erzlaute, ein tief klingendes Lauteninstrument, häufig Bezeichnung für eine Theorbe
- Bassmandoline, Zupfinstrument, eine tief klingende Mandoline
- Basspanflöte, Holzblasinstrument, eine tief klingende Panflöte
- Bassposaune, Blechblasinstrument, eine tief klingende Posaune
- Basssaxophon, Holzblasinstrument, ein tief klingendes Saxophon
- Basstrommel → Große Trommel
- Basstrompete, Blechblasinstrument, vergrößerte Form der Trompete
- Basstuba, das tiefste Blechblasinstrument, siehe Tuba
- Bassviola da gamba, historische Streichinstrumente, siehe Viola da gamba
- Basszither, tief klingende Zither
- Batá-Trommel, zweifellige Sanduhrtrommel der Yoruba in Nigeria
- Bauernleier, Streichinstrument mit Kurbelmechanik, siehe Drehleier
- Bawu, chinesisches Blasinstrument mit durchschlagender Zunge, das einer Flöte ähnlich sieht
- Bayan, tiefer klingende Handpauke aus Metall der zweiteiligen indischen Tabla
- Bazuna, hölzerne Naturtrompete in der polnischen Region Kaschubei, kürzer als die ukrainische Trembita
- Becken, Schlagidiophon, Teil eines Schlagzeuges
- Beganna, in der religiösen Musik Äthiopiens gespieltes Zupfinstrument, das zu den Leiern gehört
- Bekiviro, seltene, rituell verwendete Ahnentrommel in Madagaskar
- Bena, ein Blasinstrument mit Einfachrohrblatt. Drei miteinander verbundene Benas entsprechen der Launedda
- Bendir, auch Bendair, arabisches Tamburin ohne Schellen
- Bera, mehrere Röhrentrommeln der Singhalesen in Sri Lanka
- Berda, osteuropäisches gezupftes Volksmusikinstrument in der Form eines Kontrabass
- Berimbau, auch Berimbao, ein brasilianischer Musikbogen
- Bersaglieri-Horn, auch Tromba per fanfare, historische Trompete
- Bettelgeige → Teufelsgeige
- Bettlerleier, Streichinstrument mit Kurbelmechanik, siehe Drehleier
- Bhankora, lange gerade Naturtrompete aus Metall im nordindischen Bundesstaat Uttarakhand
- Bianqing → Klangsteinspiel in der chinesischen Musik. Reihen mit Klangsteinen, die in einem Gestell aufgehängt sind
- Bianzhong, chinesisches Glockenspiel. Reihen mit Zhong-Glocken, die in einem Gestell aufgehängt sind
- Bilûr, auch Blur, endgeblasene Flöte aus Holz in der kurdischen Volksmusik, ähnlich der türkischen Hirtenflöte Kaval
- Bin
  - anderer Name für die Rudra Vina, eine nur noch selten gespielte Vina in Nordindien
  - anderer Name für Pungi, Blasinstrument der indischen Schlangenbeschwörer mit Einfachrohrblatt
- Bin-baja, auch Gogia bana, eine seltene Bogenharfe im zentralindischen Distrikt von Mandla
- Binioù, eine in der bretonischen Musik gespielte Sackpfeife
- Birkenblatt, freies Mirliton aus Birkenrinde, wurde früher von Schäfern gespielt
- Bisernica, kroatisches, gezupftes Volksmusikinstrument
- Biwa, viersaitige japanische Zupflaute
- Blasklavier, anderer Namen für eine Melodica
- Blaswandler, elektronisches Blasinstrument
- Blockflöte, Holzblasinstrument, Längsflöte
- Blockwerkorgel, mittelalterliche Orgel
- Blues Harp → Mundharmonika
- Blul, auch Sring, armenische Längsflöte
- Blur → Bilûr, Längsflöte in der kurdischen Volksmusik
- Bock, eine Form der Sackpfeife vor allem in Tschechien, Polen und Deutschland
- Bodhrán, irische Rahmentrommel
- Bogenguitarre, historische, mit dem Bogen gestrichene Gitarre
- Bogenlaute → Pluriarc, ein mehrsaitiger Musikbogen mit einem Saitenträgerstab für jede Saite
- Boha, eine Sackpfeife in der französischen Region Landes
- Bolon, eine Stegharfe in Westafrika mit drei oder vier Saiten
- Bombarde, Holzblasinstrument in der Bretagne
- Bombo, ein Membranophon
- Bonang, auf einem Holzgestell auf Schnüren liegende Reihe von Buckelgongs im javanischen Gamelan
- Bongos, kubanische Einfelltrommeln
- Boomwhacker, variables röhrenförmiges Percussioninstrument aus Kunststoff
- Boru, nach Brian Boru benannte mittelalterliche Harfe
- Bougarabou, kelchförmige, westafrikanische Trommel
- Bouteillophone, Aufschlagidiophon aus einer Reihe von Glasflaschen
- Bouzouki, griechische Langhalslaute
- Bow Chimes, mit dem Bogen gestrichenes Idiophon aus Klangstäben, vgl. Chimes
- Brač, kroatische gezupfte Langhalslaute mit drei Saiten
- Braguinha, kleine, viersaitige Gitarre aus Madeira
- Bratsche, Streichinstrument, größer und tiefer klingend als eine Violine
- Brettgeige, historische einfache Violine ohne Resonanzkörper
- Brettzither, die am weitesten verbreitete Form einer Zither
- Brummeisen → Maultrommel, kleines Instrument mit durchschlagender Zunge
- Brummtopf, historisches, volkstümliches Lärminstrument, Resonanz einer Saite durch eine Trommelmembran
- Buben, eine Rahmentrommel in Russland, Belarus und der Ukraine
- Buccin, eine historische Posaune in der französischen Militärmusik
- Büchel, eine Polsterpfeife. Schweizer Volksmusikinstrument, ähnlich, aber kleiner als ein Alphorn
- Büchsentrompete → Barocktrompete
- Bucina, auch Buccina, Bucium, Naturtrompete im Römischen Reich
- Bugarabu → Bougarabou, kelchförmige, westafrikanische Trommel
- Bugarija, gitarrenähnliches Saiteninstrument in der kroatischen Volksmusik mit drei bis vier Saiten
- Bügelhorn, mit dem Horn verwandtes Blechblasinstrument
- Buk, koreanische Fasstrommel
- Buki, historische Metalltrompete in Georgien
- Bulbultarang, auch Indian banjo oder benjo. Von der japanischen Taishōgoto abgeleitete Kastenzither in Indien und Pakistan, deren Saiten mit Tasten verkürzt werden
- Bumbass, historischer gestrichener Musikbogen, in der heutigen Form als Teufelsgeige bei Fastnachtsumzügen
- Bumbung, auch Serbung, indonesisches Blasinstrument aus zwei Bambusröhren
- Buschtrommel → Nachrichtentrommel
- Busuki → Bouzouki, griechische Langhalslaute
- Buzuq, orientalische Langhalslaute, mit der Bouzouki verwandt
- Byauk, Idiophon aus einem kleinen Holzblock in der burmesischen Musik
- Byrgy, eine Sucked trumpet in Sibirien, ein Aerophon, dessen Töne durch Ansaugen von Luft entstehen
- Byzaanchy, viersaitige Stachelgeige in Tuwa

## C
- Caccavella → Putipù, Puttiputi, süditalienische Reibtrommel, ein Lärminstrument aus Holzzylinder, Membran und Bambusstab
- Cabasa, südamerikanische Gefäßrassel
- Cabrette, ein Dudelsack in der französischen Region Auvergne
- Caixa, zweifellige, mit Stöcken geschlagene Rahmentrommel in der populären brasilianischen Musik, entspricht der snare drum
- Caja, afro-karibische Handtrommel, ähnlich einer Tambora
- Cajón, südamerikanische Kastentrommel aus Holzplatten
- Calichon, französischer Name für die italienische Colascione, eine historische Langhalslaute. Zu unterscheiden von der kürzeren Mandora
- Calung, westjavanisches Xylophon aus Bambusröhren, das im Gegensatz zum Angklung nicht geschüttelt, sondern geschlagen wird.
- Campane tubolari → Röhrenglocken
- Canun, andere Schreibweise der orientalischen Trapezzither Kanun
- Carillon, Turmglockenspiel
- Carnyx, lange Naturtrompete aus Bronze der eisenzeitlichen Kelten mit einem Tierkopf als Schalltrichter
- Cartar, historisches persisches Lauteninstrument mit vier Saiten
- Castagnetten, andere Schreibweise für Kastagnetten, Handklappern
- Cavaco, anderer Name für die Cavaquinho, kleine portugiesische Gitarre
- Cavaquinho, kleine portugiesische Gitarre, auch in Brasilien anzutreffen
- Caxixi, Gefäßrassel aus Bast in Brasilien
- Celempung, Zither mit 26 doppelchörigen Metallsaiten im javanischen Gamelan
- Celesta, Klangplatten werden über eine Tastatur angeschlagen, Form eines Harmoniums
- Cello, Kurzform von Violoncello, Streichinstrument größer als eine Violine
- Cembalo, historisches Tasteninstrument, die Saiten werden angezupft
- Çeng → Tschang, historische türkische Winkelharfe
- Chalil, Blasinstrument, eventuell ein Einfachrohrblatt- oder ein Doppelrohrblattinstrument in der Bibel
- Chalumeau, historisches Holzblasinstrument mit Einfachrohrblatt
- Chalung, andere Schreibweise Calung. Westjavanisches Xylophon aus Bamusröhren, das im Gegensatz zum Angklung nicht geschüttelt, sondern geschlagen wird
- Chande, zweifellige Zylindertrommel im Yakshagana-Tanztheater im südindischen Bundesstaat Karnataka
- Chang → Tschang, historische persisch-türkische Winkelharfe
- Changi → Tschangi, Winkelharfe in der Region Swanetien im Nordwesten Georgiens
- Chanot-Violine, historische Violine, von François Chanot (1788–1825). Die Saiten sind ähnlich wie bei der Gitarre an der Decke befestigt
- Chanter → Practice Chanter. Holzblasinstrument mit Doppelrohrblatt. Einfaches Übungsinstrument für Dudelsackspieler
- Chanzy, dreisaitige Laute aus Tuwa
- Chapey dang veng, zwei- oder viersaitige kambodschanische Langhalslaute mit breitem Korpus, in Thailand Krajappi
- Chapman Stick, elektrisches Saiteninstrument mit Bünden, aber ohne Resonanzkörper
- Charango, kleine südamerikanische Gitarre
- Chazozra, historisches Blechblasinstrument der Israeliten
- Chelys → Lyra. Antike Leier
- Chenda, zweifellige Zylindertrommel bei Tempelfesten im südindischen Bundesstaat Kerala
- Cheng, andere Schreibweise für Sheng. Chinesische Mundorgel
- Chianuri → Tschuniri, zweisaitige gestrichene Langhalslaute in Georgien
- Chigring, mit Stöckchen perkussiv gespielte Bambusröhrenzither im nordostindischen Bundesstaat Meghalaya
- Chimes, eine Art Glockenspiel aus hängenden Klangstäben
- Chimta, pakistanisches Idiophon aus Metallzungen
- Ch’in, andere Schreibweise für Qin. Klassische chinesische Griffbrettzither
- Ching, auch Chhing, Handzimbeln in Kambodscha, Thailand und Laos
- Chipendani, ein Musikbogen der Shona im südlichen Afrika mit geteilter Saite. Einsaiteninstrument, das zweistimmige Töne hervorbringt
- Chitarra battente, süditalienisches Lauteninstrument (Wölbgitarre)
- Chitarra con arco → Arpeggione, 1823 erfundenes Streichinstrument in der Stimmung einer Gitarre
- Chitarrone → Theorbe. Barockes Lauteninstrument
- Chitravina → Gottuvadyam, eine Langhalslaute in der südindischen Musik, seltene Form einer Vina
- Chivoti, eine kurze Bambusquerflöte der Digo an der Küste im Süden Kenias
- Chocalho, Gruppe von brasilianischen Gefäßrasseln (Shaker) oder Stabrasseln
- Chocolo, Set von Gefäßrasseln in einem Holzrahmen, brasilianische Musik
- Chonguri → Tschonguri, gezupfte viersaitige Langhalslaute mit birnenförmigem Korpus in Georgien
- Chroma-Concertina → Konzertina. Handzuginstrument
- Chromatiphon, Handzuginstrument, eine Art Bandoneon
- Chrotta → Crwth. Historisches walisisches Streichinstrument
- Chuniri → Tschuniri, dreisaitige gestrichene Langhalslaute in der georgischen Bergregion Swanetien
- Çiftelia, zweisaitige albanische Langhalslaute
- Çifte, türkische Rohrpfeife mit doppeltem Schallrohr, vgl. Arghul
- Cilimba, ein in Malawi gespieltes Lamellophon
- Cimbalom, irakische Bezeichnung für ein orientalisches Hackbrett, ähnlich dem arabischen Kanun oder persischen Santur
- Cimbasso, Kontrabass-Ventilposaune
- Cister, mittelalterliche, europäische Langhalslaute
- Citera, auch Citara, eine Gruppe von Zithern in Ungarn, Tschechien und der Slowakei
- Cistre, anderer Name für Cister
- Cithara anglica, ab dem 9. Jahrhundert in Westeuropa eine dreieckige Harfe mit zwölf Saiten
- Cither, andere Schreibweise für Zither
- Citole, mittelalterliche, meist viersaitige gezupfte Schalenhalslaute
- Cláirseach, seit dem 15. Jahrhundert belegter irischer Name für die → Keltische Harfe
- Clapstick, Idiophon, Schlagholz
- Clarineau, moderne Form des Chalumeau.
- Clarin, auch Clarino, Clarintrompete, andere Bezeichnung für Barocktrompete
- Clarin (Schalmei), traditionelles Schalmeiinstrument in den Pyrenäen
- Clàrsach, schottisch-gälischer Name für die → Keltische Harfe
- Clavecin → Cembalo. Historisches Tasteninstrument
- Clavecin électrique, von Jean-Baptiste Delaborde (1730–1777) erfundenes elektrisches „Cembalo“
- Claves, Klanghölzer, Gegenschlagidiophone
- Clavicembalo, anderer Name für Cembalo
- Clavichord, altes Tasteninstrument, mit Saiten, die angeschlagen werden
- Clavicimbalum, anderer Name für Cembalo
- Clavicylinder, wenig gebräuchliches historisches Idiophon. Klangstäbe werden durch rotierende Walze in Schwingung versetzt
- Clavi-lame, Stahlplattenklavier, Mitte 19. Jahrhundert
- Clavimusicum omnitonum, historisches Tasteninstrument
- Clavinet, elektro-mechanisches Tasteninstrument, in den 1970er Jahren entwickelt
- Clavioline, ein E-Piano und Vorläufer des Synthesizer
- Cobză → Koboz, Knickhalslaute in Rumänien und Moldawien
- Codophone, Tasteninstrument mit dem Klangröhren angeschlagen werden
- Colascione, historische italienische Langhalslaute
- Cölestine, wenig gebräuchliche Orgelharmonika mit drei Manualen, um 1800 erfunden
- Combichord, eine elektronische Orgel, abgeleitet von der Tuttivox
- Concertina, andere Schreibweise von Konzertina. Handzuginstrument
- Conga, afrikanische Handtrommel
- Conn-O-Sax, 1928 erfundenes Blasinstrument als Mischung aus Saxophon und Oboe
- Contralto, um 1855 von Jean Baptiste Vuillaume entwickelte Bratsche mit übergroßem Korpus bei gleichem Tonumfang
- Contraviolino, ein 1908 von Valentino de Zorzi geschaffenes, der Bratsche und in der Spielhaltung dem Violoncello ähnliches Streichinstrument
- Cornamuse, historisches Holzblasinstrument mit Doppelrohrblatt
- Cornet, Blechblasinstrument, das zu den Hörnern gehört
- Cornetto Curvo → Zink. Historisches Blechblasinstrument
- Corno, anderer Name für Waldhorn
- Corno da caccia, Blechblasinstrument, das zu den Hörnern gehört
- Cornon, große Zink. Historisches Blechblasinstrument
- Cornopean, englisches Waldhorn, Mitte 19. Jahrhundert
- Cornophone, um 1890 erfundenes Bügelhorn
- Cornu, römisches Blechblasinstrument
- Cowbell, Kuhglocke ohne Klöppel
- Crashbecken → Becken. Aufschlagplatten
- Crembalum, veralteter Name für Maultrommel
- Crotala → Crotales
- Crotales, antike griechische Klappern oder metallene Aufschlagplatten
- Crwth, historisches walisisches Streichinstrument
- Csakan → Stockflöte, in einem Spazierstock eingebaute historische Blockflöte aus Österreich-Ungarn
- Cuatro (Instrument), kleine südamerikanische Gitarre mit vier Saiten
- Cuica, brasilianische Reibtrommel aus einem fellbespannten Metallzylinder
- Cümbüş, türkische Langhalslaute, entwickelt Anfang 20. Jahrhundert
- Cupa cupa, Reibtrommel in Süditalien
- Cura, kleinste Bauform der türkischen Langhalslaute Saz
- Cymbala → Cymbalum, Zimbel
- Cymbales Antiques → Crotales
- Cymbalum, antikes und modernes Aufschlagplatteninstrument. Kleine Becken
- Cymbel → Becken

## D
- Da-Daiko → Taiko, traditionelles japanisches Schlaginstrument
- Dabakan, große philippinische Bechertrommel aus Holz
- Daghumma, meist von Frauen verwendete Kalebassenrassel in Mauretanien
- Daira, auch Daire, Dayreh, vom Balkan bis Zentralasien verbreitete Rahmentrommel
- Đàn bầu, einsaitige vietnamesische Stabzither
- Đàn tranh, kleine vietnamesische Wölbbrettzither
- Dama, eine Röhrentrommel der Garo, einem Volk im nordostindischen Bundesstaat Meghalaya
- Dammam, zweifellige Zylindertrommel, die in Iran und im Irak bei schiitischen Prozessionen gespielt wird
- Damaru, sanduhrförmige Handtrommel in der tibetischen und indischen Kultmusik
- Damau, kleine flache Kesseltrommel in der Region Garhwal, Nordindien
- Dambura, zweisaitige bundlose Langhalslaute im Norden Afghanistans
- Damburag, zwei- bis viersaitige gezupfte Langhalslaute in der pakistanischen Provinz Belutschistan
- Danda, Gegenschlagstäbe aus Holz oder Bambus, die in Nordindien und Pakistan bei Volkstänzen verwendet werden
- Darbuka, Kelchförmige Handtrommel aus dem arabischen Raum
- Daumenklavier, veraltete Bezeichnung für in Afrika verbreitete Lamellophone
- Daunr, kleine Sanduhrtrommel ähnlich der Hurka in der Region Garhwal, Nordindien
- Davul, große Trommel im orientalischen Raum
- Daxophon, von Hans Reichel erfundenes hölzernes Idiophon, dessen eingelegte Holzstege mit dem Bogen gestrichen werden. Verwendung im Jazz und in der experimentellen Musik
- Dende, Kalebassen-Musikbogen mit Stimmschlinge der Venda in Südafrika
- Dessus de viole, ein Streichinstrument
- Dhadd, kleine zweifellige Sanduhrtrommel im nordwestindischen Bundesstaat Punjab
- Dhamsa, sehr große Kesseltrommel im Chhau-Tanztheater im indischen Bundesstaat Westbengalen, ähnlich der Nagara
- Dhanki, paarweise gespielte Kesseltrommel mit Holzkorpus in Südindien
- Dhankul, Musikbogen im zentralindischen Bundesstaat Chhattisgarh, der aus einem Besenstiel und einem Tontopf besteht
- Dhantal, Aufschlagidiophon indischen Ursprungs in der Karibik, eine etwa ein Meter lange Eisenstange
- Dhimay, auch Dhime, eine Zylindertrommel bei den Newar im Kathmandutal
- Dhol, mit Stöcken geschlagene Doppelfell-Fasstrommel in Nordwestindien, Pakistan und Afghanistan. Speziell in der Bhangra-Musik
- Dholak, kleinere Dhol. Selbes Verbreitungsgebiet, mit Händen geschlagen
- Dhung → Dung, in der tibetisch-buddhistischen Ritualmusik gespielte Naturtrompeten
- Dhyangro, zweifellige Stieltrommel, die in Ostnepal von Schamanen zur Geistheilung und Wahrsagung verwendet wird
- Dichord, antikes Musikinstrument mit einem Griffbrett
- Didgeridoo, traditionelles Blasinstrument der nordaustralischen Aborigines
- Digitalpiano → Elektronisches Piano. Elektro-akustisches Tasteninstrument
- Dilli tüýdük, ein turkmenisches Einfachrohrblattinstrument in Zentralasien
- Dilruba, nordindisches Streichinstrument ähnlich der Sarangi
- Diple, Doppelklarinette oder Sackpfeife in Kroatien
- Diplipito, ein zur Familie der Naqqaras gehörendes Tontrommelpaar in Georgien
- Disklavier, elektroakustisches Klavier der Firma Yamaha Corporation, vergleichbar dem Player Piano
- Dizi, Querflöte der traditionellen chinesischen Musik
- Djembé, kelchförmige, meist mit geschorenem Ziegenfell bespannte Trommel aus Westafrika
- Djoze, viersaitige Spießgeige im Irak, der iranischen Kamantsche entsprechend
- Dobachi, japanische Tempelglocke, mit Holzstöckchen geschlagen
- Dobro, Resonatorgitarre aus Holz
- Doli, zweifellige Zylindertrommel in der georgischen Tanzmusik
- Dolzflöte, 1) im 17. Jahrhundert gebräuchliche, seitlich angeblasene Blockflöte. 2) seltenes Orgelregister mit einem sanften Ton
- Dombora, regionaler Name für Dotar und Dombra, zentralasiatische Langhalslaute
- Dombra, Langhalslaute der Volksmusik in Zentralasien
- Domra, Langhalslaute, russisches Zupfinstrument mit rundem Korpus
- Doneli, auch Dunali, Doppelschnabelflöte im Süden Pakistans
- Donnertrommel, ein Effekt- und Kinderinstrument, das aus einer Membran, einer Metallfeder und einer Röhre besteht und zu den Zupftrommeln gehört
- Donso ngoni → Ngoni, sechssaitige Stegharfe mit Kalebassenkorpus in Mali
- Doppelbass → Doublebass. Zwei Basstrommeln oder Doppelfußmaschine beim Schlagzeugspiel
- Doppelblockflöte → Doppelflöte im Barock, mit zwei getrennten Spielröhren
- Doppelhorn, Blechblasinstrument, ein Horn mit Ventilen
- Doppelpedalharfe, heute gebräuchliche Konzertharfe
- Doppelzither, historische Zither mit zwei nebeneinanderliegenden Griffbrettern
- Doshpuluur, Langhalslaute aus Tuwa mit rechteckigem Resonanzkörper
- Dōtaku, historische Bronzeglocke, die in Japan um die Zeitenwende rituell verwendet wurde
- Dotar, Langhalslaute im östlichen Iran mit ursprünglich zwei Saiten. Eine moderne Dutār in Afghanistan hat bis zu 14 Saiten
- Dotara, Langhalslaute ohne Bünde in Bangladesch und Nordostindien, besonders der Bauls in der bengalischen Volksmusik
- Doucemelle, historisches Tasteninstrument, im 15. Jahrhundert in Gebrauch
- Dran-nye, Zupfinstrument in den Himalayaländern Bhutan und Tibet
- Drček, Einfachrohrblattinstrument in der slowakischen Volksmusik
- Drehleier, Streichinstrument mit Kurbelmechanik
- Drehorgel, Leierkasten. Mechanisches Musikinstrument
- Drymba, eine Maultrommel in der Ukraine
- Duda, Dudy, mehrere Sackpfeifentypen in Ungarn, Tschechien, Polen, Belarus, der Ukraine und Kroatien
- Dudelsack, anderer Name für Sackpfeife. Rohrblattinstrument mit Luftsack
- Dudka, Kernspaltflöte in Belarus, Russland und der Ukraine
- Duduk, zylindrisches Holzblasinstrument mit Doppelrohrblatt, überwiegend in Armenien gespielt
- Duggi, kleine, häufig paarweise gespielte Kesseltrommel in der nordindischen Volksmusik
- Dulce melos, im 15. und 16. Jahrhundert ein Hackbrett mit einer Klaviatur, dessen ungefähre Form nur von Abbildungen bekannt ist
- Dulcimer, amerikanische Bordunzither, vergleichbar dem europäischen Scheitholt
- Dulcitone, Tasteninstrument, Klangerzeugung durch Stimmgabeln, entwickelt Ende des 19. Jh. in Glasgow
- Dulzian, auch Dulcian, altes Holzblasinstrument mit Doppelrohrblatt
- Dundubhi, ältester Name für eine Trommel in Indien, der in den vedischen Schriften vorkommt
- Dundun, zweifellige Sanduhrtrommel der Yoruba in Nigeria
- Dung, verschiedene, in der tibetisch-buddhistischen Ritualmusik gespielte Naturtrompeten. Dazu zählen das Schneckenhorn Dung Kar und die lange Metalltrompete Dung Chen
- Dunun, zweifellige Zylindertrommel in Westafrika, häufig zusammen mit der Bechertrommel Djembé gespielt
- Dvojačka, hölzerne Doppelflöte aus zwei parallelen Kernspaltflöten in der slowakischen Volksmusik
- Dwojanka, hölzerne Doppelflöte aus zwei parallelen Kernspaltflöten in der bulgarischen Volksmusik
- Dzoura, bulgarische Langhalslaute, ähnlich der griechischen Bouzouki

## E
- E-Bass, elektrische Bassgitarre
- E-Bow, Hilfsgerät für elektrische Gitarren
- E-Gitarre, elektrische Gitarre
- E-Kontrabass, elektrischer Kontrabass
- Eintonflöte, Flötentyp, der nur einen Ton hervorbringt. Beispiel Hindewhu
- Eggshaker, Perkussionsinstrument, mit Reis oder ähnlichem gefüllte eiförmige Gefäßrassel
- Ektara (Lauteninstrument), ein- oder zweisaitige Langhals-Spießlaute in der nordindischen Volksmusik
- Ektara (Zupftrommel), auch Gopi Yantra, Gopichand oder bengalische Zupftrommel, eine einsaitige Zupftrommel in Nordindien mit einem gegabelten Hals aus Bambus. Ein Hauptinstrument der Bauls von Bengalen
- Elegiezither, auch Altzither, siehe Zither. Eine Quarte tiefer als die Diskantzither gestimmtes Zupfinstrument
- Elektra-Harp, elektroakustisches Zupfinstrument. Die Saiten verlaufen wie bei einer Zither über einen Resonanzkasten. Es wird waagrecht gespielt. Hergestellt von der Firma Gibson.
- Elektravox, elektroakustisches Akkordeon. Hergestellt von der Firma Hohner
- Elektronische Orgel, Tasteninstrument mit elektronischer Tonerzeugung
- Elfenbeintrompete, eine Naturtrompete aus einem Elefantenstoßzahn
- Embilta, Längsflöte ohne Fingerlöcher im Hochland von Äthiopien
- Englischhorn, Holzblasinstrument mit Doppelrohrblatt, aus der Familie der Oboen
- Endingidi, einsaitige Röhrenspießgeige in Uganda
- Endongo, Schalenleier in Uganda
- Englisch Zitterlein → Cister, historische Langhalslaute
- English Guitar → Cister. Historische Langhalslaute
- Ennanga, Bogenharfe im Süden von Uganda
- Entenga, Reihe von 15 gestimmten Trommeln in Uganda, die früher zu den Zeremonialtrommeln des Königs von Buganda gehörten
- E-Piano, elektrisches Klavier
- Epigonion, antikes Saiteninstrument, eine Bogenharfe
- Épinette des Vosges, eine in den Vogesen in Frankreich gespielte Bordunzither
- Erdbogen, zu den Harfen gehörendes einfaches Saiteninstrument, dessen Saite zwischen einem gebogenen Stab und einer Membran auf einem Erdloch gespannt ist
- Erdtrommel, ursprünglichste Form eines Membranophons, bei dem eine Tierhaut über ein Erdloch gespannt und mit Stöcken geschlagen wird
- Erdzither, zu den Zithern gehörendes einfaches Saiteninstrument, dessen Saite horizontal über ein Erdloch als Resonanzkörper gespannt ist
- Erhu, zweisaitiges Streichinstrument, in der chinesischen Musik weit verbreitet
- Erke, Naturtrompete aus drei bis sieben Meter langen Schilfrohren in der Region Gran Chaco in Argentinien und Bolivien
- Erkencho, Einfachrohrblattinstrument aus einem Kuhhorn im Norden Argentiniens
- Erxian, zweisaitiges, chinesisches Streichinstrument, besonders in der kantonesischen Oper
- Erzlaute, Basslaute, europäische Lauteninstrumente, die einen zweiten Wirbelkasten an einem verlängerten Hals haben
- Erzcister, auch Cistertheorbe, historisches Lauteninstrument. Ähnlich Cister und Theorbe
- Eselskiefer → Vibraslap, lateinamerikanisches Perkussionsinstrument
- Esraj, nordindisches Streichinstrument, das besonders in Bengalen gespielt wird, ähnlich Dilruba und Sarangi
- Euphon, Klangstabinstrument, bei dem Glasröhren durch Reiben zum Klingen gebracht werden
- Euphonia, eine Maschine zur Simulation menschlicher Sprache
- Euphonium, Blechblasinstrument aus der Familie der Bügelhörner, etwas höher als eine Tuba

## F
- Fadno, einziges traditionelles Blasinstrument der Samen, aus dem grünen Stängel der Arznei-Engelwurz herausgeschnitten
- Fagott, Holzblasinstrument mit Doppelrohrblatt
- Fanfarentrompete, Naturtrompete
- Fakürt, hölzerne Naturtrompete in Ungarn
- Fangufangu, Nasenflöte aus Bambus auf der polynesischen Insel Tonga
- Fangxiang, ein selten gespieltes Metallophon in der chinesischen Musik
- Feldpfeiff → Trommelpfeife, Querflöte ohne Klappen
- Fiddle, eingedeutschter Begriff für die Fidel oder die Violine
- Fidel oder Fiedel, Mittelalterliches Saiten-Streichinstrument
- Fingerklavier, ähnlich wie Daumenklavier eine veraltete Bezeichnung für in Afrika unter verschiedenen Namen verbreitete Lamellophone
- Flageolett, eine Schnabelflöte. Mittelalterliches Holzblasinstrument ähnlich der Blockflöte
- Flasche, geblasene → Geblasene Flasche
- Flaschenspiel → Bouteillophone, Aufschlagidiophon aus einer Reihe von Glasflaschen
- Flautino, alte Bezeichnung für Blockflöte und Flötenregister bei der Orgel
- Flexaton, Schüttelidiophon mit zwei Klöppel
- Floor-cymbal, Becken auf einem Ständer
- Flabiol, eine Einhandflöte. Mit einer Hand gespielte Längsflöte
- Floßzither, mehrere einsaitige Stabzithern, deren Saite entlang einer Röhre gespannt ist, sind seitlich miteinander verbunden und werden im zentralen Afrika mit beiden Händen gespielt
- Floyera, Sammelbegriff für traditionelle griechische Hirtenflöten
- Fluier, Sammelbegriff für rumänische Flöten
- Flügel, Klavier mit horizontal angeordneten Saiten
- Flügelharfe, auch Spitzharfe. Eine Form der aufrecht stehenden Harfe
- Flügelhorn, Blechblasinstrument
- Flutina → Französisches Akkordeon. Handzuginstrument
- Fortepiano → Hammerklavier. Tasteninstrumente, bei denen die Saiten durch eine Hammermechanik angeschlagen werden
- Fourth Flute → Sopranblockflöte in b2
- Frigideira, brasilianisches Perkussionsinstrument
- Frottoir, in der Zydeco-Musik verwendetes Waschbrett
- Fue, japanisches Wort für Längs- und Querflöten. Dazu zählen die Shakuhachi und die Hichiriki
- Fujara, slowakische Hirtenflöte
- Furulya, hölzerne Kerbflöte in Ungarn
- Fyell, kurze Hirtenflöte in Albanien

## G
- Gabelbecken, besondere Form des Beckens, Teil des modernen Schlagzeugs
- Gabelklavier → Adiaphon, ein Tasteninstrument, dessen Töne durch Stimmgabeln anstelle von Saiten erzeugt werden
- Gachi, Blechblasinstrument in Westafrika. Eine Naturtrompete
- Gadulka, bulgarisches Streichinstrument mit birnenförmigem Korpus, mit kurzem Hals ohne Griffbrett
- Gaita → Galicianische Gaita, spanische Sackpfeife
- Gakpavi→ Gankogui, westafrikanische Doppelglocke
- Gambang, genauer Gambang kayu indonesisches Trogxylophon mit normalerweise Holzplatten („kayu“). Ein Melodieinstrument im Gamelan, mit zwei Schlägeln gespielt
- Gambe → Viola da gamba, auch Kniegeige, Sammelbezeichnung für historische Streichinstrumente
- Gambus, von Muslimen in Malaysia (vor allem auf Borneo) und in Indonesien (Schwerpunkt Sulawesi) zur Liedbegleitung gezupfte Lauten. Es gibt zwei Arten: 1) eine tiefbauchige Knickhalslaute, die von dem arabischen Oud abstammt und 2) eine schmale birnenförmige Laute mit geradem kurzem Hals. Vorbild war die jemenitische Qanbus
- Gandi, ein tragbarer Schlagbalken in tibetisch-buddhistischen Klöstern
- Gangsa (Gong), ein Flachgong in der zeremoniellen Musik der Bergvölker auf der nordphilippinischen Insel Luzon
- Gangsa (Metallophon), eine Gruppe von Metallophonen im balinesischen Gamelan
- Gankogui, auch Gakpavi, Doppelglocke mit Stiel bei den Ewe und Fon in Ghana und Togo
- Garamut, eine Schlitztrommel, die in der Musik Neuguineas und besonders am Sepik in Papua-Neuguinea eine rituelle Funktion hat
- Garmon, Knopfakkordeon in Russland
- Gasba, Holzflöte der Araber und Berber in Nordafrika mit fünf Fingerlöchern
- Gato-Drum, von Hy Kloc Mitte 20. Jahrhundert entwickelte Schlitztrommel in Gestalt eines Holzkastens, Zungentrommel, häufig in der Musikpädagogik verwendet
- Gayageum, nach McCune-Reischauer auch Kayagûm geschrieben, zwölfsaitige koreanische Wölbbrettzither, ähnlich der chinesischen Guzheng
- Geblasene Flasche, eine Flasche, über deren Öffnung geblasen wird
- Gefäßflöte, auch Kugelflöte, eine Flöte mit einem beliebig geformten, meist rundlichen Resonator
- Gefäßrassel, eine Rassel. Perkussionsinstrument, bei dem Rasselkörper in einem Hohlraum geschüttelt werden
- Geige → Violine, Streichinstrument
- Gendèr, ein Metallophon mit Resonanzröhren unter den Metallstäben in einem Holzrahmen, ähnlich einem Marimbaphon, im javanischen und balinesischen Gamelan
- Gemshorn, historische Schnabelflöte
- Geomungo, 150 Zentimeter lange koreanische Brettzither mit Bünden und sechs Saiten
- Geophon → Ozeantrommel, eine auf den französischen Komponisten Olivier Messiaen (1974) zurückgehende Rasseltrommel
- Ghatam, als Perkussionsinstrument gespielter Tontopf in Südindien
- Ghichak, Sammelbezeichnung für indoiranische Streichinstrumente
- Ghoema, auch Goema, Ghomma, einfellige Handtrommel der Kapmalaien in Südafrika
- Ghol, ein Paar in der Hand gehaltener kleiner Glöckchen oder Schellen in der Volksmusik von Maharashtra in Indien
- Ghumat, eine aus einem Tontopf bestehende Kesseltrommel im indischen Bundesstaat Goa
- Ghungru, perkussiv eingesetzte Fußschellen bei indischen Tänzen
- Gimbri, im Maghreb, vor allem von den Gnawa in Marokko gespielte Langhalslaute
- Gingiru, Stegharfe bei den Dogon in Mali. In deren Mythologie Abbild des Kosmos und des Urmenschen Nommo
- Gintang, zweisaitige Bambusröhrenzither im nordostindischen Bundesstaat Assam
- Giraffenklavier, ein Harfenklavier mit vertikal angeordneten Saiten
- Gitalele, eine sechssaitige Gitarrenart, verwandt mit der Ukulele
- Gitarre, eine gezupfte Kastenhalslaute
- Gitarrenmandoline, kleines sechssaitiges Zupfinstrument
- Gitarrensynthesizer, elektronischer Klangerzeuger, bei dem die Töne durch eine Gitarre eingespielt werden
- Gitarron → Guitarrón.
- Gitgit, kleine dreisaitige Fiedel auf den südlichen Philippinen, unter anderem von den Tagbanuwa gespielt. Stammt von der muslimischen Stachelgeige Rebab ab
- Gittern, mittelalterliche spanische Laute
- Glasharfe, wassergefüllte Gläser werden mit dem Finger zum Klingen gebracht
- Glasharmonika, historisches idiophones Instrument, Prinzip einer mechanischen Glasharfe
- Glasstabspiel, eine Reihe Glasstäbe, die mit Hämmerchen geschlagen werden. In der Form eines Xylophons
- Glocke, Metallidiophon
- Glockenklavier, historisches Tasteninstrument mit vier Tasten
- Glockenspiel, Stabspiel aus der Gruppe der Metallophone
- Glong Gantruem → Klong Kantruem, thailändische Trommel
- Gobophon, durch ein Kazoo wird in ein Bierglas hineingesungen. Experimentelle Musik
- Goema, → Ghoema, einfellige Handtrommel der Kapmalaien in Südafrika
- Goge, einsaitige Schalenspießgeige in Westafrika, Korpus aus einer fellbespannten Kalebassen-Halbschale
- Gong, mit Schlägern gespieltes Metallidiophon
- Gong ageng, große, an einem Holzgestell hängende Buckelgongs im javanischen und balinesischen Gamelan
- Goofus → Couesnophon; mit dem Saxophon verwandtes Instrument
- Gopiyantra → Ektara, auch bengalische Zupftrommel. Einsaitiges bengalisches Zupfinstrument mit einer Zylindertrommel als Resonator
- Gotische Harfe, historische Form einer Konzertharfe
- Gottuvadyam, auch Chitravina, eine Langhalslaute in der südindischen Musik, seltene Form einer Vina
- Gralla, ein Doppelrohrblattinstrument in der spanischen Volksmusik
- Gravikord, elektrische Harfe mit Stahlrahmen, 1986 in New York entwickelt
- Great Highland Bagpipe, schottischer Dudelsack
- Grifflochhorn, historische Polsterpfeifen mit Grifflöchern ähnlich einer Blockflöte
- Großbassblockflöte, tief klingende Blockflöte
- Groovebox, programmierbarer Synthesizer
- Großbassgeige, alter Name für Kontrabass
- Große Flöte → Querflöte
- Große Trommel, tief klingendes Schlaginstrument
- Gshang, schalenförmige Handglocke, die von Priestern der Bön-Religion bei Geisterbeschwörungsritualen in Tibet verwendet wird
- Gu (Trommel), Trommeln in China
- Guan, kleines chinesisches Blasinstrument mit Doppelrohrblatt
- Guban, kombiniertes Perkussionsinstrument in der chinesischen Musik, bestehend aus einer Rahmentrommel Bangu und einer Plattenklapper Paiban
- Gudastviri, auch Stwiri, eine dem türkischen Tulum ähnliche Sackpfeife in Georgien
- Guinbri → Gimbri, im Maghreb, vor allem von den Gnawa in Marokko gespielte Langhalslaute
- Güiro, Schrapidiophon aus Holz in der afro-karibischen Musik. Mit einem Holzstab wird über die geriffelte Oberfläche gestrichen
- Guitarrón, bundlose, tief klingende Gitarre
- Guit-Steel, eine Art Gitarre in der amerikanischen Country-Musik
- Gumbass, Neuentwicklung aus Bassgitarre und marokkanischem Gumbri
- Gumbe, auch Gumbay, rechteckige Rahmentrommel in Westafrika und in der Karibik
- Gumbeng, eine mit einem Stöckchen geschlagene Bambusröhrenzither auf der indonesischen Insel Java, → Guntang
- Guntang, eine mit einem Stöckchen geschlagene Bambusröhrenzither auf der indonesischen Insel Bali
- Guqin, alte chinesische Griffbrettzither
- Gusle, Streichlaute auf dem Balkan
- Gusli, russische Zitherinstrumente
- Guzheng, chinesische Wölbbrettzither
- Gyaling, Doppelrohrblattinstrument in der tibetisch-buddhistischen Ritualmusik

## H
- Hackbrett, Saiteninstrument, das mit kleinen Schlägern gespielt wird
- Haegeum, koreanische Fidel mit zwei seidenen Saiten
- Hakenharfe, Bauform einer Harfe
- Halbpsalterium, Weiterentwicklung des Psalteriums im 14. Jahrhundert, Vorform des Flügels
- Halbröhrenzither → Wölbbrettzither, eine Zither, deren Korpus gewölbt ist, z. B. die japanische Koto oder die chinesische Guzheng
- Halil → Chalil, Blasinstrument, eventuell ein Einfachrohrblatt- oder ein Doppelrohrblattinstrument in der Bibel
- Hammerflügel, heute übliche Bauform für Flügel
- Hammerklavier, heute übliche Bauform für Klaviere
- Hammond-Orgel elektromechanische Orgel
- Hand-Aeoline, Vorform des Akkordeons, im 19. Jahrhundert entwickelt
- Handharmonika → Akkordeon
- Handpan, ein Blechklanginstrument ähnlich dem Hang
- Handpauke, ein Tamburin; Schlaginstrument
- Hang, Metallidiophon
- Hardangerfiedel, Saiteninstrument aus Norwegen
- Harfe, ein Zupfinstrument, bei dem die Saiten senkrecht von der Resonanzdecke abgehen (Unterschied zu Zithern: dort verlaufen die Saiten parallel)
- Harfenett, Spitzharfe, eine Harfe
- Harmonetta, Durchschlagzungen-Aerophon
- Harmonichord, Anfang des 19. Jahrhunderts entwickeltes Klavier, dessen Saiten indirekt über eine Holzwalze in Schwingung versetzt werden
- Harmoniflute, ein Harmonikainstrument, bei dem eine Hand die Tastatur und die andere den Balg bedient
- Harmonikon, Ende 18. Jahrhundert entwickeltes Tasteninstrument, das mit verschiedenen Blasinstrumenten mechanisch kombiniert war
- Harmonium, Durchschlagzungen-Aerophon, Tasteninstrument
- Harp → Blues Harp (Mundharmonika)
- Harpolyre, ein um 1825 entwickeltes gitarrenähnliches Lauteninstrument mit drei Hälsen
- Harpsichord → Cembalo, Tasteninstrument, bei dem die Saiten gezupft werden
- Harzer Zither → Zither
- Hasapi, bootsförmige zweisaitige Laute der Batak auf Sumatra
- Hasoserah → Chazozra, rituelles Blechblasinstrument der Israeliten
- Hawaiigitarre, Gitarre mit Stahlsaiten
- Heckelphon, Holzblasinstrument mit Doppelrohrblatt
- Heimorgel, eine elektronische Orgel
- Heligonka, tschechisches diatonisches Akkordeon
- Helikon, mitteleuropäisches Blechblasinstrument
- Heroldstrompete → Trompete
- Hichiriki, japanisches Doppelrohrblatt-Holzblasinstrument
- Hi-Hat montiertes Beckenpaar im Schlagzeug
- Hillebille, ein Schlagbalken als Signalinstrument
- Hindewhu, eine Eintonflöte, die von Pygmäen in der Zentralafrikanischen Republik gespielt wird
- Hne, Doppelrohrblatt-Holzblasinstrument aus Myanmar. Gehört zur Familie der asiatischen Surnais
- Holmxylophon → Xylophon, dessen Klangplatten auf zwei Längsträgern aufgereiht sind
- Holzblock, Idiophon aus Holz
- Hölzern Gelächter, Holzfiedel, Holzharmonika, veraltet für Xylophon
- Holzfisch, in China, Japan, Korea und Vietnam in buddhistischen Rituale gespieltes Idiophon in der Form eines Fisches oder einer Kugel, das zu den Schlitztrommeln gehört
- Holzsaxophon, seltene Bauform des Saxophons aus Holz
- Holztrompete, im 19. Jahrhundert kurzzeitig verwendete Spezialform einer Trompete aus Holz
- Horanewa, kurzes konisches Doppelrohrblattinstrument in Sri Lanka
- Horn, Blechblasinstrument
- Hsaing-waing, auch Pat waing. In der burmesischen Musik ein Kreis von 21 gestimmten Trommeln
- Hu-ch’ing → Qin, chinesische Griffbrettzither
- Hümmelchen, in der Renaissance gespielte historische Sackpfeife
- Hurka, kleine Sanduhrtrommel in Nordindien am Südrand des Himalaya
- Hulusi, eine Mundorgel mit Flaschenkürbisresonator in der chinesischen Musik
- Humanatone → Nasenflöte, umgangssprachlich für ein freies Aerophon, das durch Luft aus der Nase angeblasen wird
- Hummel (Instrument), Zupfinstrument mit Melodie- und Bordunsaiten, über die mit einem Plättchen oder Federkiel gestrichen wird
- Hun, Bambusmaultrommel in der Region Isan im Nordosten Thailands und in Laos
- Husle, slawischsprachige Bezeichnung für verschiedene Streichlauten in Osteuropa, verwandt mit gusli und gusle. Zur Fidel der Sorben → Sorbische Geige
- Hyang-p’iri → P'iri, koreanisches Blasinstrument mit Doppelrohrblatt
- Hybrid-Piano, akustisches Klavier mit elektrischen Tonabnehmern, ähnlich einem Silent Piano
- Hydraulophon, Gruppe akustischer Musikinstrumente, bei denen die Töne durch Wasser erzeugt werden. Einige Ausführungen funktionieren wie Holzblasinstrumente, wobei eine Wasserströmung die bewegte Luft ersetzt.

## I
- Ibirongwe, seltene Querflöte in drei Größen der Kuria in Kenia
- Ichigenkin, auch Sumagoto, einsaitige Brettzither in Japan
- Idakka, sanduhrförmige Trommel in Kerala, etwas größer als die tibetische Ritualtrommel Damaru
- Igemfe, endgeblasene Kerbflöte der Zulu im südlichen Afrika
- Igil, zweisaitiges Streichinstrument in Tuwa, Pferdekopfgeige
- Ilimba, ein Lamellophon in Tansania
- Ilú, verschiedene brasilianische Handtrommeln
- Imzad, auch Anzad, Anzhad, einsaitiges Streichinstrument der Tuareg
- Inanga, Trogzither. Griffbrettlose Zither mit bootsförmigem Holzkorpus in Burundi und Ruanda
- Indisches Harmonium → Harmonium. Ein tragbares Harmonium in der indischen Musik mit einem Blasebalg, der mit der linken Hand bedient wird
- Ingungu, eine Reibtrommel, die Zulu-Mädchen in Südafrika bei Pubertätsriten verwenden
- Intonarumori, Gruppe von Lärminstrumenten, entwickelt von Luigi Russolo. Vgl. Russolophon
- Inventionshorn, eine Waldhornart
- Irish bouzouki, eine Cister, Ende der 1960er Jahre aus der griechischen Bouzouki entwickelt
- Irish flute, eine einfache hölzerne Querflöte, die in der irischen Musik eingesetzt wird
- Isankuni, eine mit dem Bogen gestrichene einsaitige Trogzither mit Blechkanister-Resonator in Südafrika

## J
- Jagdhorn, Blechblasinstrument
- Jagdoboe → Oboe da caccia, ein Holzblasinstrument ähnlich der Barockoboe
- Jaltarang, mit Wasser gefüllte Gefäße werden mit Stöckchen geschlagen. Seltenes Melodieinstrument in der nordindischen Musik
- Janggu, zweifellige koreanische Sanduhrtrommel
- Jantar, Stabzither mit zwei Kalebassenresonatoren während der Mogulzeit und in der heutigen Volksmusik des indischen Bundesstaats Rajasthan
- Jarana Jarocha, kleine Gitarre aus Mexiko
- Jegog, Xylophon aus langen Bambusröhren in Westbali. Namensgebend für eigenen Musikstil
- Jetigen, rechteckige Kastenzither in Kasachstan mit 7 bis 23 Saiten
- Jiegu, historische Sanduhrtrommel der chinesischen Tang-Dynastie
- Jochlaute → Leier, Zupfinstrumente, deren Saiten parallel zur Decke bis zu einer entfernten Querstange (Joch) verlaufen
- Jouhikko, zweisaitige Streichleier in der finnischen Volksmusik ähnlich der Talharpa
- Jüdische Harfe, umgangssprachlich für Maultrommel
- Jug, Blasinstrument aus einem Krug
- Jurupari, kultisch verwendetes Blasinstrument von Indianern am Amazonas in Brasilien aus Palmblättern, Lehm und Pflanzenwurzeln

## K
- Kaba Gajda, eine Sackpfeife in Nordgriechenland und Bulgarien
- Kaba Zurna, tief klingende Zurna. Türkische Kegeloboe
- Kabak-Kemane, türkische und zentralasiatische Stachelgeige
- Kacapi (auch Kecapi genannt)
  - bootsförmige Kastenzither in Westjava, eigener Musikstil zusammen mit der Flöte Suling
  - → Hasapi, schmale bootsförmige Laute in Nordsumatra, von Batak gespielt
  - aus einem Holzblock geschnitzte und aufwendig verzierte Laute auf Sulawesi
- Kagurabue, japanische Bambusflöte
- Kaiserfanfare, Vorläufer der Martinstrompete
- Kakaki, lange Signaltrompete aus Metall bei den Hausa in Westafrika
- Kakko, Fasstrommel in der japanischen höfischen Gagaku-Musik
- Kakles → Kantele, finnische Kastenzither
- Kalangu, zweifellige Sanduhrtrommel der Hausa in Westafrika
- Kalimba, ein in Malawi und Sambia verbreitetes Lamellophon
- Kamaica, auch kamaicha. Gestrichene Schalenhalslaute ähnlich der Sarangi, die in einem Volksmusikstil im indischen Bundesstaat Rajasthan gespielt wird
- Kamale ngoni, auch Kamalen ngoni, → Ngoni. Sechssaitige Stegharfe aus Mali
- Kamantsche, auch Kamanga, persische Stachelgeige, Langhalsgefäßspießlaute
- Kantele, auch Kannel, finnische Kastenzither
- Kanun, orientalische Trapezzither
- Karakeb → Qarqaba, große Handklappern aus Eisen im Maghreb, die besonders in der marokkanischen Gnawa-Musik verwendet werden
- Karamouza, kleine hoch tönende Kegeloboe auf dem Balkan, ähnlich der Zurna, vgl. auch den Sammelbegriff Sornay
- Karna, ursprünglich vorderasiatisches „Horn“, historische iranisch-zentralasiatische Langtrompete aus Metall
- Karna, lange volkstümliche Kegeloboe im Iran
- Karnyx → Carnyx, keltische Naturtrompete mit Tierkopf als Schalltrichter
- Kartal, eine hölzerne Klapper in der indischen Volksmusik
- Kasik, türkisches Perkussionsinstrument, hölzerne Handklapper
- Kastagnetten, Handklappern
- Kastenleier → Drehleier, mittelalterliches Saiteninstrument
- Kaval, Gruppe von Hirtenflöten aus Holz auf dem Balkan und in der Türkei
- Kayamba, flache Gefäßrassel oder Floßrassel meist aus Schilfrohr in Ostafrika, Mauritius und Réunion
- Kazoo, ein Membranophon, kleine Ansingtrommel
- Keleli, zwei- oder dreisaitige Binnenspießlaute im Norden des Tschad
- Keltische Harfe, keltische Tradition einer Harfe
- Keluri, Bambusmundorgel von Borneo, ähnlich der chinesischen Sheng
- Keman, türkisch für Violine
- Kemanak, ein löffelähnliches Perkussionsinstrument auf der indonesischen Insel Java
- Kemençe, türkische Streichinstrumente
- Kempul, mehrere senkrecht aufgehängte Buckelgongs im javanischen Gamelan
- Kena → Quena, Andenflöte aus Peru und Bolivien
- Kendang, eine zweiseitig bespannte Fass- oder Zylindertrommel aus Holz in Indonesien, Malaysia und in Teilen der Philippinen
- Kenkeny, kleine westafrikanische Trommel
- Kenong, einzelner liegender Kesselgong in einem quadratischen Holzgestell, der im javanischen Gamelan gespielt wird
- Keranteng, auch Keranting, einfache Bambusröhrenzithern der indigenen Völker (Orang Asli) in Malaysia
- Kerantung, eine hölzerne Schlitztrommel in Malaysia, Signalgeber zum Gebetsruf außerhalb von Moscheen
- Kereb, zweisaitige Bambusröhrenzither in Malaysia
- Kesselpauke → Pauke, im weiteren Sinn Kesseltrommel
- Kete-Trommel, einfellige Fasstrommel aus Westafrika (Ghana, Mali)
- Kethuk, kleiner Buckelgong in einem Holzrahmen. Der scharfe hohe Ton dient als Taktgeber im javanischen Gamelan
- Keyboard, Tasteninstrumente, die Töne elektrophon erzeugen
- Keyed Guitar, englisch für Tastengitarre, Saiten werden nicht gezupft, sondern mittels Tastatur niedergedrückt
- Khaen, Mundorgel von Laos und Nordost-Thailand (Isan)
- Khanjari, einfellige Rahmentrommel in der nordindischen Volksmusik, ähnlich der südindischen Kanjira
- Khattali, seltenes indisches Schlagidiophon
- Khlui, endgeblasene Kerbflöte in der thailändischen Musik, besonders im mahori-Orchester, auch thailändische Flöten allgemein
- Khomus → Qopuz, Maultrommeln in Zentral- und Nordasien
- Khong (Gong), thailändische Gongs und Gongspiele
- Kielklavier, historische Klaviere, deren Saiten von einem Rabenfederkiel angerissen wurden. Die Kielmechanik war vom 16. bis zum 18. Jahrhundert verbreitet
- Kinderklavier, Spielzeugklavier
- Kinnari vina, indische Stabzither mit Bünden und zwei oder drei Kalebassen zur Resonanzverstärkung
- Kinnor, hebräischer Name für eine antike Leier
- Kinoorgel, zur Begleitung von Stummfilmen Anfang des 20. Jahrhunderts eingesetzte Pfeifenorgel
- Kiringi, hölzerne Schlitztrommel aus Guinea
- Kisir → nubischer Name für Tanbura, im Sudan eine fünfsaitige Leier
- Kitara, kleine viersaitige Zupflaute auf den Philippinen, einfache Form einer Gitarre
- Kithara, antike griechische Leier ähnlich der Lyra
- Kkwaenggwari, traditioneller koreanischer Gong
- Klabeklis, Klappern, Schlagbretter und andere hölzerne Schlagidiophone in Lettland
- Klangschale, Schlagidiophon aus Metall in der westlichen Esoterikszene
- Klanghölzer → Claves, Gegenschlagidiophon aus zwei Holzstäben
- Klappcello, auch Kompaktcello. Zerlegbares Cello als Übungsinstrument auf Reisen
- Klappenhorn, Blechblasinstrument, das zu den Horninstrumenten gehört
- Klappentrompete, historische Trompete mit Ventilen
- Klapperbrett → Schlagbalken. Holzbrett, das durch die Pendelbewegung eines Holzklöppels angeschlagen wird. Lärminstrument
- Klapper, Gegenschlagidiophone wie Kastagnetten oder Claves
- Klarinette, Holzblasinstrument mit Einfachrohrblatt
- Klaviaturxylophon, Tasteninstrument mit Klangerzeugung durch Aufschlagplatten
- Klaviaturzither, auch Manualzither, die Saiten einer Zither werden über eine Tastatur angeschlagen, 19. Jahrhundert
- Klavier, Piano, Tasteninstrument
- Klavizimbel, anderer Name für Cembalo
- Klong Aeo → Klong Tueng Nong, Zylindertrommel in Nordthailand
- Klong Puja, Doppelfelltrommel in Nordthailand
- Klong Puje, lange schmale Trommel in Nordthailand
- Klong Tueng Nong, Zylindertrommel in Nordthailand
- Knarre → Ratsche, Schraprad aus Holz, das an einem Stiel im Kreis gedreht wird. Ein Lärminstrument
- Kniegeige, auch Knieviola → Viola da gamba, historische Streichinstrumente
- Knochenflöte, Blasinstrumente aus Röhrenknochen
- Knopfakkordeon, Akkordeon, das keine Tasten, sondern nur Knöpfe besitzt
- Koboz, Knickhalslaute in Ungarn. In Rumänien und Moldawien Cobză
- Kobsa, ein Lauteninstrument in der Ukraine
- Kobys, kasachisches Streichinstrument
- Kokle → Kantele, finnische Kastenzither
- Kolitong, mehrsaitige, idiochorde Bambusröhrenzither auf den Philippinen
- Komabue, japanische Querflöte
- Kombu, halbkreisförmig gebogene Naturtrompete in der südindischen religiösen Musik
- Komungo → Geomungo, 150 Zentimeter lange koreanische Brettzither mit Bünden und sechs Saiten
- Komuz, bundlose Langhalslaute in Zentralasien
- Komuz → Qopuz, Maultrommeln in Zentral- und Nordasien
- Koncovka, slowakische Kernspaltflöte ohne Fingerlöcher
- Konghou, Harfe im alten China und moderne chinesische Harfe
- Kong Wong Lek, in der thailändischen Pi-Phat-Musik verwendetes Gongspiel aus kreisförmig angeordneten Buckelgongs
- Kontrabassetthorn → Klarinette
- Kontrabass, tiefstes Streichinstrument
- Kontrabassposaune → Posaune, tief klingende Sonderform
- Kontrabasssaxophon → Saxophon in tiefer Stimmlage
- Kontrabasstuba → Tuba, auch Kaiserbass
- Kontrafagott, Holzblasinstrument mit Doppelrohrblatt
- Konzertflügel → Flügel, Bauform des Klaviers
- Konzertharfe → Harfe, Saiteninstrument, dessen Saiten senkrecht zum Resonanzkörper verlaufen
- Konzertina, kleines Handzuginstrument
- Kooauau, Längsflöte der neuseeländischen Maori
- Kora, westafrikanische Stegharfe, auch Harfenlaute
- Korbrassel, eine Gefäßrassel. Perkussionsinstrument, das geschüttelt wird. Hohlraum, darin Rasselkörper.
- Kornett, Blechblasinstrument, das zu den Hörnern gezählt wird
- Kortholt, historisches Holzblasinstrument in der Renaissance
- Kös, auch Küs, türkische und persische Fasstrommel aus Metall
- Kotamo, Saiteninstrument, Name kombiniert aus Koto, Tanpura und Monochord
- Koto, japanische Wölbbrettzither
- Koza, eine Sackpfeife im Süden von Polen
- Kpanlogo, einfellige Fasstrommel aus Ghana
- Krajappi → Chapey dang veng, thailändische Langhalslaute mit breitem rundem Korpus
- Krap (Klapper), thailändische und kambodschanische Klappern (Gegenschlagstabpaare) aus Holz oder Bambus
- Krar, in Äthiopien und Eritrea gespielte Leier. In der nubischen Musik von Nordsudan und in Ägypten heißt ein ähnliches Zupfinstrument Kisir, abgeleitet von der altgriechischen Kithara
- Kratzzither → Scherrzither, alpenländisches bäuerliches Saiteninstrument
- Krembala, auch Kumbala, griechische Handzimbeln aus Metall
- Krotala → Krotalon, antike Holzklapper
- Kru-Harfe, fälschliche Bezeichnung für Rahmenzither, eine seltene Gruppe von Saiteninstrumenten, die vor allem bei den Kru in Westafrika vorkommt
- Krummhorn, Holzblasinstrument mit Doppelrohrblatt
- Krystallophon, Glasspiel
- Ku Tang, chinesisches Blasidiophon
- Kuan → Guan. Kleines chinesisches Blasinstrument mit Doppelrohrblatt. Holzröhre mit sieben plus eins Grifflöchern
- Kuduhorn, gekrümmtes Horn aus einer Antilopenart im südlichen Afrika
- Kudüm, auch Nakkare, kleines Kesseltrommelpaar in der türkischen Kunstmusik und in der Ritualmusik der Mevlevi
- Kudyapi, auch Kutiyapi, lange, zweisaitige Bootslaute auf den Philippinen. Gelegentlich Bezeichnung für philippinische Zupflauten allgemein
- Kugo, historische Winkelharfe in Japan
- Kuhglocke, entweder eine Trychel oder (selten) eine Glocke, in der schweizerischen Volksmusik als Instrument verwendet
- Kuitra, auch Quwaytara, gezupfte Knickhalslaute aus Algerien,
- Kulcapi → Hasapi, bootsförmige Laute der Batak auf Sumatra
- Kulintang, auch Kolintang, Schlagidiophon aus einer Reihe Buckelgongs, beheimatet in den Südphilippinen (Mindanao), seltener gespielt in der weiteren Umgebung in Südostasien
- Kultrún, flache Kesseltrommel, von den südamerikanischen Mapuche als Schamanentrommel eingesetzt
- Kundi, Bogenharfe im Kongo und in der Zentralafrikanischen Republik
- Kundu, sanduhrförmige Holztrommel in der Musik Neuguineas. Zu sehen im Landeswappen von Papua-Neuguinea
- Kunstharmonium, hochwertiges Harmonium
- Kunstspielklavier, automatisches Klavier, das manuell beeinflusst werden kann
- Kurai, lange, randgeblasene Längsflöte in der russischen Teilrepublik Baschkortostan
- Kuterevka → Bisernica, auch Samica. Kleine Zupflaute in Kroatien
- Kutiyapi → Kudyapi, lange, zweisaitige, bootsförmige Laute auf den Philippinen
- Kutiriba → Sabaro. Eine der drei Trommeln im Trommelensemble der Mandinka und Wolof in Westafrika, das von der Standtrommel Sabaro geleitet wird.
- Kuzhal, ein Doppelrohrblattinstrument im südindischen Bundesstaat Kerala, meist im Chenda-Trommelorchester
- Kymbala → Cymbalum, antike Bauform eines Beckens

## L
- Lafta, kleine Laute, altes türkisch-griechisches Volksmusikinstrument
- Lambeg Drum, bei Prozessionen in Nordirland gespielte große Zylindertrommel
- Landsknechtstrommel, historische, zweiseitig bespannte Zylindertrommel. Bezeichnung für deutsche Fußsoldaten aus dem 15. und 16. Jahrhundert
- Langeleik, eine norwegische Griffbrettzither, ähnlich dem Scheitholt
- Längshorn, Naturtrompete mit gebogener Röhre
- Langspil, eine isländische Bordunzither
- Längstrompete, eine gerade Naturtrompete, z. B. das Alphorn
- Längstube, endgeblasenes Horn
- Laouto, Kurzhalslaute in der griechischen Volksmusik
- La-Pa, historische, lange, chinesische Metalltrompete
- Lap-Steel-Gitarre → Hawaii-Gitarre, Gitarre mit Stahlsaiten
- Larchemi, auch Soinari, Panflöte mit sechs Röhren in Georgien
- Lärmtöner, historisches, mechanisches Geräuschinstrument
- Laud, im 13. Jahrhundert in Spanien durch Araber eingeführtes Lauteninstrument
- Launedda, Blasinstrument auf Sardinien, das aus drei Schallrohren mit Einfachrohrblatt besteht. Ähnelt orientalischen Doppelklarinetten wie dem ägyptischen Arghul
- Launut → Lounuat, Reibholz auf der zu Neuguinea gehörenden Insel Neuirland
- Laute, historisches europäisches Zupfinstrument, auch Oberbegriff für Saiteninstrumente mit an den Korpus angesetztem kurzem Hals
- Lautengitarre, auch Wandervogellaute. Historisches Zupfinstrument ähnlich einer Gitarre mit sechs Saiten
- Leier, auch Jochlaute, Zupfinstrumente, deren Saiten parallel zur Decke bis zu einer entfernten Querstange (Joch) verlaufen
- Leierkasten → Drehorgel, mechanisches Musikinstrument
- Lekope, zwei Typen von Mundbögen bei den Sotho in Südafrika
- Lesung, ein hölzerner Trog zum Stampfen von Reis in Indonesien, mit dem Frauen als Musikinstrument Rhythmen unterschiedlicher Tonhöhen produzieren
- Lichttonorgel, elektronische Orgel
- Ligombo, sechssaitige Trogzither mit Kalebassen-Resonator im Westen Tansanias
- Lijerica, kroatisches Streichinstrument mit drei Saiten ähnlich der Gadulka
- Likembe, ein in der Demokratischen Republik Kongo und in Angola gespieltes Lamellophon
- Lilissu, älteste bekannte Kesseltrommel aus babylonischer Zeit ab Anfang des 2. Jahrtausends v. Chr.
- Linga, große, am Boden liegende Schlitztrommel der Bandalinda in Zentralafrika aus einem Baumstamm
- Limbe, eine Querflöte in der Mongolei mit sechs Grifflöchern
- Lira, Drehleiern in der Ukraine, in Belarus und Russland
- Lira da Braccio, historisches Streichinstrument mit vielen Saiten
- Lira da Gamba, historisches Streichinstrument mit vielen Saiten, größer als die Lira da Braccio
- Lirone → Lira da Gamba
- Lithokymbalon, historische Steinfiedel
- Lithophon, Oberbegriff für Musikinstrumente mit einem Klangkörper aus Stein
- Litungu, sieben- oder achtsaitige Schalenleier in Kenia
- Lituus, etruskisches Blechblasinstrument
- Livika → Lounuat, Reibholz auf der zu Neuguinea gehörenden Insel Neuirland
- Löffel werden paarweise in der Volksmusik als Rhythmusinstrumente eingesetzt
- Loh tarang → Srimandal, Klangplattenspiel in Indien
- Lokanga bara, drei- bis viersaitige Streichlaute auf Madagaskar
- Lokanga voatavo, auch Jejy, mehrsaitige Stabzither mit Kalebassenresonator auf Madagaskar, der Zeze entsprechend
- Lounuat, Reibholz auf der zu Neuguinea gehörenden Insel Neuirland, früher bei Totenbeklagungsritualen verwendet
- Low-sock, ein Becken im Schlagzeug mit einer tieferen Spielhöhe als das Hi-Hat
- Low Whistle, auch Penny Whistle, irische Einhandflöte
- Ludaya, eine Querflöte der Bagisu im Osten Ugandas
- Luo, Oberbegriff für chinesische Gongs, überwiegend Flachgongs
- Lure, Kriegstrompete, bronzezeitliches Blasinstrument in Nordeuropa
- Lusheng → Qeej, Bambusmundorgel der Miao/Hmong in Südwestchina, Laos und Nordthailand
- Lyra
  - Lyra (Zupfinstrument), antikes Zupfinstrument, eine Leier
  - Lyra (Glockenspiel), Melodieinstrument für Marschkapellen, auch als Stabxylophon bezeichnet
  - Kretische Lyra, birnenförmige gestrichene Kurzhalslaute in der griechischen Volksmusik
  - Pontische Lyra, schlanke flaschenförmige gestrichene Kastenhalslaute in der griechischen Volksmusik
- Lyragitarre, eine um 1790–1800 entwickelte Gitarre mit einem Korpus in der Form einer Lyra
- Lyricon → Blaswandler, elektronisches Blasinstrument

## M
- Mabu, Ritualtrompete der Salomonen-Inseln aus einem kleinen ausgehöhlten Baumstamm, ähnlich dem Didgeridoo
- Machete → Brasilianische Form der Cavaquinho
- Madar, auch Madal, Mandal, zweifellige Tontrommel in der Volksmusik im Osten Indiens
- Maddale, zweifellige Fasstrommel im Yakshagana-Tanztheater im südindischen Bundesstaat Karnataka, ähnlich der Mridangam
- Magrefa, in den antiken jüdischen Tempeln gespieltes handbetriebenes Instrument mit Pfeifen, eine im Talmud erwähnte Orgel
- Malakat, eine gerade Naturtrompete aus Bambus oder Metall im Hochland von Äthiopien
- Malimba, alternativ für Marimba: 1) in Ost- und Südostafrika ein Lamellophon, 2) in Ost- und Südostafrika ein Xylophon
- Mandola, Tenormandoline, Zupfinstrument
- Mandoline, Zupfinstrument aus der Familie der Lauten
- Mandolaute, Zupfinstrument, etwas größer als eine Mandola
- Mandoloncello, im 19. Jahrhundert entwickelte Mandoline mit der Stimmung eines Cello
- Mandora, auch Mandore luthée, Mandürchen, Mandurinchen, Mandurina. Gruppe historischer Lauten
- Mandriola, Bauart der Mandoline, besonders Anfang des 20. Jahrhunderts in Deutschland verbreitet
- Mantoura, Einfachrohrblattinstrument aus Pfahlrohr in Kreta
- Manzello, Bauform eines Saxophons
- Maracas, Rassel, Perkussionsinstrument
- Marientrompete → Trumscheit
- Marimba, 1) in Südamerika ein aus Afrika eingeführtes Xylophon mit Kalebassenresonatoren, 2) international ein Xylophon mit metallischen Resonanzröhren
- Marimbula, aus Afrika stammendes Lamellophon mit einem großen Resonanzkasten in der Karibik
- Martinstrompete, Signalinstrument, eingesetzt als Hupe
- Mashak, nordindische Sackpfeife mit einer Melodie- und einer Bordunpfeife
- Masinko, einsaitige Kastenspießgeige in Äthiopien
- Masterkeyboard, elektronisches Keyboard ohne eigenen Tonerzeuger
- Matouqin → Mongolische Pferdekopfgeige, zweisaitiges Streichinstrument
- Maultrommel, Instrument mit durchschlagender Zunge, mit dem Mund gespielt
- Mayuri vina, auch Taus, eine mit dem Bogen gestrichene Vina in Indien, deren Korpus wie ein Pfau geformt ist
- Mazanki, dreisaitige kleine Violine in der Volksmusik der westpolnischen Region Großpolen
- Mazhar, eine arabische hölzerne Rahmentrommel
- Mbila, im südlichen Afrika verbreitete Bezeichnung für unterschiedliche Xylophone und Lamellophone
- Mbira → Mbila, mehrere Lamellophone im südlichen Afrika, darunter die von den Shona in Simbabwe gespielte Mbira Dza Vadzimu
- Mellophon, ein Bügelhorn in Militärorchestern
- Mellotron, auch Novatron oder Chamberlin. Elektromechanisches Tasteninstrument
- Melochord, 1947 entwickeltes elektronisches Musikinstrument, ein Vorläufer des Synthesizers
- Melodica, ein Harmonikainstrument der Firma Hohner
- Melodion → Clavicylinder, wenig gebräuchliches historisches Idiophon. Klangstäbe werden durch rotierende Walze in Schwingung versetzt
- Melophon, ein Handzuginstrument, dessen Blasebalg in einem Gitarrenkorpus liegt
- Membranopipe, Blasinstrument, bei dem der Ton mit einer schwingenden Membran erzeugt wird
- Mendzan, Xylophone mit Kalebassenresonatoren in Kamerun
- Mey, Holzblasinstrument mit Doppelrohrblatt ähnlich dem armenischen Duduk
- Meydan Sazi, größte Bauform der türkischen Laute Saz
- Mezwed, volkstümliche Sackpfeife aus Tunesien
- Middewinterhorn, hölzerne Naturtrompete in Norddeutschland und den Niederlanden, kürzer als das Alphorn
- Midschwiz, arabisches Einfachrohrblattinstrument mit doppeltem Schallrohr
- Mí-gyaùng saung, eine alte, in der burmesischen Musik gespielte Krokodilszither
- Mih, eine der Diple ähnliche Sackpfeife in Istrien
- Mini-Maracas, kleine Gefäßrassel als Holz oder Plastik, Kinderspielzeug
- Minnesängerharfe, auch Bardenharfe, Schoßharfe. Historische, mitteleuropäische Harfe
- Mirliton, auch Ansingtrommel. Membranophon. Ein kleines Mirliton ist das Kazoo
- Mixturtrautonium → Trautonium, ein elektronisches Musikinstrument
- Mizmar, allgemein für Blasinstrumente in der arabischen Volksmusik mit Einfach- oder Doppelrohrblatt
- Mohambi, ein Xylophon mit neun Klangplatten bei den Tsonga in Südafrika
- Mohori, auch Mohuri, der Shehnai ähnliches Doppelrohrblattinstrument in der nordindischen Volksmusik
- Mondgitarre → Yueqin, chinesische viersaitige Zupflaute mit kreisrundem Korpus
- Monochord, ein- oder mehrsaitige Kastenzither für musikwissenschaftliche Versuche in der griechischen Antike und im europäischen Mittelalter
- Moodswinger, experimentelle, elektronische Brettzither
- Moonlander, experimentelle, elektronische Gitarre mit zusätzlichen Bordunsaiten
- Moog-Synthesizer, Synthesizer der Firma Moog
- Moog-Bass, ein E-Bass der Firma Moog
- Morin Khuur → Mongolische Pferdekopfgeige
- Morsing, indische Maultrommel
- Mridangam, südindische Doppelmembranfasstrommel
- Mtyangala, ein Mundbogen, der von Frauen der Tumbuka in Malawi gespielt wird
- Mukhavina, in der Volksmusik in Südindien gespielte Kegeloboe, kleiner als die Nadaswaram
- Mund-Aeoline, im 19. Jahrhundert entwickeltes Blasinstrument mit Durchschlagzungen. Später mit Luftsack und Tastatur ausgerüstet, wurde zu Vorläufer des Akkordeons
- Mundbogen, zu den Musikbögen gehörendes einfaches Saiteninstrument, bei dem der Mundraum als Resonanzkörper dient
- Mundharmonika, mundgeblasenen Durchschlagzungeninstrument
- Mundorgel, Durchschlagzungeninstrumente in Ost- und Südostasien, wie z. B. die chinesische Sheng, die laotische Khaen oder die japanische Shō
- Muscheltrompete → Schneckenhorn
- Musette, 1) ab dem 17. Jahrhundert in Frankreich übliche Bezeichnung für einen Dudelsack. 2) Musette, zur selben Zeit ein oboenähnliches Instrument ohne Windsack in F-Stimmung, ähnlich einer Schalmei
- Musette de Cour, historische Sackpfeife
- Musikbogen, eine unter verschiedenen Namen überwiegend in Schwarzafrika gebräuchliche Stabzither mit einem biegsamen und gebogenen Saitenträger und einem Resonanzkörper. Der Mundbogen ist ein mit dem Mund verstärkter Musikbogen ohne Resonanzkörper
- Mvet, stabförmige Stegharfe der Fang in Kamerun

## N
- Nabal, lange gerade Naturtrompete aus Metall in Korea
- Nacaire, auch Nakir, Nakaire, Nakers. Mittelalterliche europäische Kesseltrommel, form- und sprachverwandt mit der Naqqara
- Nachrichtentrommel, funktionelle Bezeichnung für eine beliebige Felltrommel oder Schlitztrommel, die zum Übertragen von Nachrichten verwendet wird
- Nadaswaram, auch Nagasvaram, eine südindische Kegeloboe
- Nafa, eine Schlitztrommel in Polynesien, auch in der Musik von Tuvalu
- Nafīr, historische orientalische Naturtrompete, die noch rituell in Marokko und Malaysia verwendet wird
- Nagelgeige, historisches Streichinstrument, das Nägel statt Saiten verwendet
- Nagelklavier, eine Nagelgeige wird mit einer Klaviatur kombiniert, über die ein rotierendes Band an die Nägel geführt wird
- Naghāreh → Naqqara
- Nagoya-Harfe → Taishōgoto, japanische Kastenzither, deren Saiten über eine schreibmaschinenähnliche Tastatur verkürzt werden
- Naqqara, im Orient, in Zentralasien und Südasien weit verbreitetes Kesseltrommelpaar
- Nasenflöte, mit der Nase geblasene Flöten, die vor allem in Südostasien und Ozeanien gespielt werden
- Nasenpfeife → Nasenflöte
- Naturtrompete, ventillose Trompete
- Naturwaldhorn, ventilloses Waldhorn
- Nay, auch Nei, Ney, Längsflöte der persischen, arabischen und türkischen Musik
- Ndonga, eine Schalenleier der Baganda in Uganda
- Negarit, große, nicht mehr gespielte Fasstrommel in Äthiopien. Kriegstrommel der Herrscher
- Neku, in der buddhistischen Ritualmusik in Nepal verwendetes Büffelhorn
- Ney-e anban, Sackpfeife in Iran
- Ngoma, Trommeln in Zentral- und Ostafrika
- Ngoni, westafrikanische gezupfte Binnenspießlaute mit vier oder sieben Saiten. Donso Ngoni und Kamele Ngoni sind Stegharfen ähnlich der Kora
- Nibelungen-Tuba, auch Wagner-Tuba. Mischform von Tuba und Waldhorn
- Nissan, flache Kesseltrommel in der Volksmusik Nordindiens (in Madhya Pradesh und Odisha)
- Njarka, kleine, in Mali gespielte Streichlaute
- Nolkin, von den Mapuche in Chile gespielte Sucked trumpet: ein Aerophon, dessen Töne durch Einsaugen von Luft entstehen
- Nonnengeige, auch Nonnentrompete → Trumscheit, historisches Streichinstrument
- Nyatiti, achtsaitige Zupflaute von Kenia
- Nyckelharpa, auch Nychelfiol, Nyckelgiga, Schlüsselfidel. Ein Streichinstrument, etwas größer als eine Geige, bei dem die Tonhöhe durch Tastendruck bestimmt wird
- Nzumari, konisches Doppelrohrblattinstrument an der ostafrikanischen Küste

## O
- Obertonflöte, Flötentyp ohne Fingerlöcher, der nur Töne der Naturtonreihe hervorbringt
- Oboe, Holzblasinstrument mit Doppelrohrblatt
- Oboe da caccia, wörtlich Jagdoboe, zu den Barockoboen
- Oboe d’amore, im Barock verwendete, weich klingende Oboe
- Obokano, Schalenleier der Kisii in Kenia
- Ocean drum → Ozeantrommel, eine auf den französischen Komponisten Olivier Messiaen (1974) zurückgehende Rasseltrommel
- Odaiko → Große Trommel, englisch bass drum
- Oedephon, eine Glasharmonika in Wien Anfang 19. Jahrhundert
- Ogung, Buckelgongs bei den Batak auf der indonesischen Insel Sumatra
- Oja, Längsflöte der Igbo im Süden Nigerias
- Okarina, um 1860 entwickelte italienische Gefäßflöte aus Ton
- Oktavin, Ende des 19. Jahrhunderts entwickelte Sonderform des Saxophons
- Oktavspinett, Bauform des Spinett ab dem 16. Jahrhundert
- Oktobass, kurioser, übergroßer Kontrabass
- Olifant, mittelalterliche europäische Elfenbeintrompete, ein Signalhorn
- Onjembo erose, eine Naturtrompete der Himba im südlichen Afrika
- Oncer, kleiner Bronzegong im gleichnamigen Gamelan in der Musik von Lombok
- Ondes Martenot, frühes elektronisches Instrument von 1928
- Ondioline, 1938 entwickeltes elektronisches Musikinstrument, ein Vorläufer des Synthesizers
- Ophikleide, ein Klappenhorn in Basslage, erfunden um 1817
- Orchestrelle, eine mechanisierte Orgel ähnlich einem Player Piano
- Orchestrion, ein mechanischer Musikautomat, der ein komplettes Orchester imitieren kann
- Organette, kleine, für den Hausgebrauch gefertigte Drehorgel
- Organetto, diatonisches Akkordeon in Italien
- Organistrum → Drehleier
- Orgel, großes Tasteninstrument, dessen Töne durch Pfeifen erzeugt werden
- Orgelleier, kleine Orgel mit Drehleier-Tastatur
- Orphika, Ende des 18. Jahrhunderts entwickeltes tragbares Kleinklavier
- Orthotonophonium, von Arthur von Oettingen 1916 fertiggestellte Sonderform eines Harmoniums mit Kanzellen in unterschiedlichen Temperierungen
- Otamatone, ein japanischer Synthesizer in Form eines Spielzeugs
- Ottu, südindisches Borduninstrument. Kegeloboe mit Doppelrohrblatt. Eine südindische Nadaswaram ohne Grifflöcher
- Oud, nahöstliche Laute
- Ozeantrommel, eine auf den französischen Komponisten Olivier Messiaen (1974) zurückgehende Rasseltrommel, die ein an Meeresbrandung erinnerndes Geräusch erzeugt
- Ozi, große Bechertrommel in Myanmar

## P
- Paetzoldflöte, moderne Art der Blockflöte, sehr groß und viereckig
- Pahu, einfellige Trommeln aus Polynesien, deren Korpus aus einem ausgehöhlten Baumstamm besteht
- Pahuu, in einer Reihe flach aufgehängte, hölzerne Gongs der Maori in Neuseeland
- Pai ban, auch Pai pan. Klappern in der japanischen und der chinesischen Volksmusik und zur Gesangsbegleitung in der chinesischen Oper, bestehend aus drei Holzstäben
- Pakhawaj, Doppelfell-Fasstrommel der klassischen nordindischen Musik, die mit den Händen gespielt wird
- Palwei, längsgeblasene Kerbflöte aus Bambus in der burmesischen Musik
- Pambai, Doppeltrommel aus zwei miteinander verbundenen Röhrentrommeln in der südindischen Volksmusik
- Panctar, historische persische Langhalslaute mit „fünf Saiten“ (Name)
- Pandeiro, brasilianische Rahmentrommel mit Schellenkranz
- Pandora, historische Kastenhalslaute, die zu den Cistern gehört
- Panduri, dreisaitige gezupfte Langhalslaute mit Bünden in Georgien
- Pandurina, historische Laute, Vorläufer der Mandoline
- Panflöte, ein Längsflötenspiel. Mehrere nebeneinanderliegende Pfeifen sind zu einem Instrument verbunden
- Panharmonicon, großes mechanisches Instrument, das über eine zentrale Windzufuhr eingebaute Blasinstrumente zum Klingen bringt. 19. Jahrhundert
- Panmelodikon, ein Anfang des 19. Jahrhunderts erfundenes Reibidiophon mit Messingstäben
- Pantaleon, eine Art übergroßes Hackbrett, von Pantaleon Hebenstreit erfunden
- Parai, einfellige runde Rahmentrommel in der Volksmusik des südindischen Bundesstaates Tamil Nadu
- Pardessus de viole, eine um 1700 entwickelte Viola da Gamba
- Parmak zili, türkisch für Fingerzimbeln, → Zil
- Pashchima, auch Paschima, zweifellige große Fasstrommel im Kathmandutal in Nepal
- Pate, in Polynesien verbreitete Schlitztrommel aus Holz
- Pat waing → Hsaing-waing. In der burmesischen Musik ein Kreis von 21 gestimmten Trommeln
- Pauke, Kesseltrommel, tiefes Schlaginstrument
- Pedabro, eine akustische Hawaii-Gitarre
- Pedalharfe → Harfe
- Pedalklavier, Klavier mit zusätzlicher Pedalklaviatur
- Pedalpauke, mit dem Fuß gespielte Pauke
- Pedal Steel Guitar, Slide Guitar, die mit Pedalen umgestimmt werden kann
- Pedalzither, Ende des 19. Jahrhunderts erfundene Zither, die mit einem Pedal die Saiten um einen Halbton erhöhen oder dämpfen konnte
- Peitsche: 1) ein Effektinstrument, das gefahrlos im Orchester das Geräusch einer Peitsche imitiert, 2) eine richtige Peitsche, die in der bayrischen Volksmusik beim Goaßlschnalzen eingesetzt wird
- Pena, einsaitige gestrichene Spießlaute im nordostindischen Bundesstaat Manipur
- Penny Whistle → Tin Whistle, einfache irische Flöte
- Pepa, eine Hornpfeife mit einem Büffelhorn als Schallbecher im nordostindischen Bundesstaat Assam
- Pfeife: 1) allgemein Flöte, 2) eine schrille, hohe Flöte, 3) Trillerpfeife, ein Signalinstrument
- Pferdekopfgeige → Mongolische Pferdekopfgeige, zweisaitiges Streichinstrument
- Phagotum, eine ungewöhnliche Form der Sackpfeife Anfang des 16. Jahrhunderts
- Phin, schlanke thailändische Zupflaute mit Metallsaiten
- Phonofiedel, → Strohgeige. Um 1900 entwickelte experimentelle Geige, die anstelle eines Resonanzkörpers einen Schalltrichter aus Metall hat
- Phorminx, antike griechische, der Lyra ähnliche, halbkreis- bzw. sichelförmige Leier aus der Ära Homers.
- Pi, Gruppe von einteiligen zylindrischen oder zweiteiligen konischen Blasinstrumenten mit Doppelrohrblatt in Thailand und Laos
- Pi, Gruppe von Blasinstrumenten mit Durchschlagzunge in Thailand und Laos
- Pianino, alternative Bezeichnung für ein heute übliches Wandklavier
- Piano → Klavier
- Pibgorn, ein Rohrblattinstrument aus Wales
- Piccoloflöte, kleine Bauform der Querflöte
- Piccolotrompete, eine Ventiltrompete in höherer Stimmung
- Pi Chanai, eine zu den Pi gehörende Kegeloboe. Holzblasinstrument mit Doppelrohrblatt in der thailändischen Musik
- Piffero, auch Piffaro, Doppelrohrblattinstrument in der norditalienischen Volksmusik
- Pilili, seltenes, in der georgischen Republik Adscharien gespieltes Einfachrohrblattinstrument
- Pinaka vina, einsaitige, mit dem Bogen gestrichene, historische Stabzither in Indien
- Pi nai, thailändisches Doppelrohrblattinstrument mit leicht bauchigem Holzrohr, ohne Schalltrichter. Gehört zur Gruppe der Pi und ähnelt der kambodschanischen Sralai
- Pi Or, thailändisches Holzblasinstrument
- Pipa, birnenförmige chinesische Kurzhalslaute
- Piri, Doppelrohrblattinstrument aus Bambus in der koreanischen Musik
- Piston → Kornett, ein Horninstrument
- Piwang, einsaitiges tibetisches Streichinstrument
- Pi Yen, thailändisches Holzblasinstrument
- Pku, armenische Hornpfeife mit einfachem Rohrblatt
- Plagiaulos, im Römischen Reich und im Antiken Griechenland gespielte Querflöte
- Platerspiel, mittelalterliche einfache Sackpfeife
- Player Piano, automatisches Klavier der Firma American Piano Company
- Pluriarc, ein mehrsaitiger Musikbogen mit einem Saitenträgerstab für jede Saite, hauptsächlich in Afrika verbreitet
- Pochette → Tanzmeistergeige, historische, schmale Violine
- Polychord → Monochord, einfaches Saiteninstrument mit mehreren, gleich langen Saiten
- Pommer, historisches Holzblasinstrument mit Doppelrohrblatt ähnlich der Schalmei
- Pondur, dreisaitige Langhalslaute mit einem paddelförmigen Korpus in Tschetschenien
- Ponglang, thailändisches Holmxylophon
- Pontische Lyra, eine Form der Lyra, griechisches Streichinstrument
- Portativ, kleine Pfeifenorgel
- Posaune, tiefes Blechblasinstrument
- Positiv, einmanualige Orgel
- Posthorn, hohes Blechblasinstrument ohne Ventile, spielt daher nur Naturtöne. Vorwiegend zur Signalgebung verwendet
- Preret, Doppelrohrblattinstrument der indonesischen Insel Lombok. In der Musik von Lombok nur noch selten zu hören
- Primzither, ungarische Zither mit zwei Griffbrettern
- Pritsche, auch Schlagrute, → Klapper, eine Plattenklapper. Mehrere an einem Holzgriff verbundene Platten werden gegeneinander geschlagen. Lärminstrument
- Psalterium, Mittelalterliche Leier oder Zither. Resonanzkasten mit trapezförmigen Stäben als Saitenträger
- Pung, schlanke zweifellige Fasstrommel ähnlich der Mridangam, die in der Volksmusik des nordostindischen Bundesstaates Manipur gespielt wird
- Pungi, indisches Blasinstrument der Schlangenbeschwörer mit Einfachrohrblatt
- Puniu, kleine polynesische Trommel mit einer Kokosnussschale als Korpus
- Putoto, nordargentinisches Blasinstrument, ein Kuhhorn mit einem idioglotten (aus demselben Material gebildeten) Rohrblatt
- Puutoorino, historisches Blasinstrument der Maori in Neuseeland
- Puwi-puwi, mehrere Einfach- und Doppelrohrblattinstrumente auf den indonesischen Inseln Java, Sulawesi und Alor
- Pyramidenklavier, Bauform eines Klaviers
- Pyrophon, Tasteninstrument mit Glaspfeifen, in denen Flammen brennen

## Q
- Qanbus, nahezu verschwundene birnenförmige Zupflaute mit Fellbespannung im Jemen. Durch den arabischen Oud ersetzt. War Vorbild für eine der beiden Formen des indonesischen Gambus
- Qanun → Kanun, türkische Trapezzither
- Qarqaba, auch Krakeb, im Maghreb gespielte Handklappern aus Eisen
- Qasaba, arabische Flöte ohne Mundstück
- Qeej, chinesisch Lusheng, Bambusmundorgel der Miao/Hmong in Südwestchina, Laos und Nordthailand

+ Qin → Guqin, alte chinesische Griffbrettzither
- Qopuz, → Komuz, auch Gopuz, Kopuz, birnenförmige zentralasiatische Langhalslaute
- Qopuz, auch Qobiz, Kobus, Chomus, Komuz, Maultrommeln in Zentral- und Nordasien
- Quena, Flöte der Andenregion
- Querflöte, Flöte mit seitlicher Anblasöffnung
- Querhorn, Trompete mit seitlicher Anblasöffnung, in Afrika überwiegend als Signalinstrument verwendet
- Querpfeife → Trommelpfeife, kurze klappenlose Querflöte
- Quijada, Idiophon in Südamerika. Traditionell Kieferknochen eines Esels als Rassel, modern → Vibraslap Federstahl und Holzteile, die gegeneinandergeschlagen werden
- Quintbass, Anfang des 20. Jahrhunderts von Heinrich Albert entwickelte Gitarre, die eine Quinte tiefer gestimmt ist
- Quinterna bei Michael Praetorius, eine fünfchörige Gitarre.
- Quinterne oder Quinterna, birnenförmiges, der Mandora verwandtes Zupfinstrument vom 14. bis zum 17. Jahrhundert, kleiner als die Laute
- Quintfagott, kleines Fagott, in Unter- oder Oberquint zum Fagott gestimmt
- Quintzither, Zither, deren Stimmung eine Quinte über der Diskantzither liegt

## R
- Rabāb, mit dem Bogen gestrichene Lauteninstrumente, häufig Spießgeigen im Nahen und Mittleren Osten bis nach Zentralasien
- Rababa 1) → Rabāb; 2) → Name der Schalenleier Tanbura im Sudan
- Radleier → Drehleier. Streichinstrument mit Kurbelmechanik
- Raffele → Scherrzither. Alpenländische Weiterentwicklung des Scheitholt und Vorform der Zither
- Rahmenharfe, historischer Harfentyp in der Form eines Dreiecks und einer Vorderstange
- Rahmenzither, bekannt als „Kru-Harfe“, eine seltene Gruppe von Saiteninstrumenten, die vor allem bei den Kru in Westafrika vorkommt
- Rainmaker → Regenmacher, Gefäßrassel aus Chile
- Ramkie, selbst gebaute Gitarre mit Blechkanister-Resonator im südlichen Afrika
- Ranat, Trogxylophone in der thailändischen klassischen Musik
- Rankett, Holzblasinstrument mit Doppelrohrblatt in der Renaissance und im Barock
- Rasem, sackpfeifenartiges Blasinstrument mit einer Kalebasse und sieben Bambuspfeifen im nordostindischen Bundesstaat Tripura
- Ratsche, auch Schraprad. Altes Lärminstrument in der Volksmusik
- Rauschpfeife, Holzblasinstrument mit Doppelrohrblatt in der Renaissance
- Ravanahattha, Spießgeige mit zwei Melodie- und bis zu einem Dutzend Resonanzsaiten in der nordindischen Volksmusik
- Reactable, ein digitaler Synthesizer mit gegenständlicher Benutzerschnittstelle in der Form eines Tisches
- Rebab 1) zwei- bis dreisaitige Spießgeige in Indonesien und Malaysia, die besonders im javanischen Gamelan gespielt wird; 2) → Rabāb, gestrichene Lauteninstrumente, häufig Spießgeigen im Nahen und Mittleren Osten bis nach Zentralasien
- Rebana, Mischung aus Tamburin und Kesseltrommel in der islamischen Musik von Indonesien
- Rebec, mittelalterlicher Vorläufer der Violine
- Reco-reco, brasilianisches Rhythmusinstrument, Holz- oder Metallzylinder in einem Rahmen werden mit einem Stab gerieben, ähnlich dem Güiro
- Reformflöte, eine um 1900 entwickelte Flöte mit Ventilklappen
- Regal, Tasteninstrument, eine tragbare Kleinorgel
- Regenmacher, Gefäßrassel aus Chile
- Reibholz → Lounuat, ein hölzernes Reibidiophon auf der Insel Neuirland, früher bei Totenbeklagungsritualen verwendet
- Reibtrommel, volkstümliches Lärminstrument. Eine Trommelmembran wird durch Reibung mit einem Stab, einer Schnur oder mit der Hand in Schwingung versetzt. Beispiel Brummtopf
- Repinique, kleine brasilianische Trommel
- Resonatorgitarre, eine Art Gitarre, bei der eine Lautsprechermembran im Korpus in Schwingung versetzt wird
- Requinto, kleine spanische Gitarre
- Rawap, Langhalslaute der uigurischen Volksmusik
- Rhythmicon, elektronisches Tasteninstrument, von Leon Theremin (1896–1993) gebaut
- Ridebecken → Becken. Ein Schlagidiophon
- Ribab, einsaitige gestrichene Kastenspießlaute der Schlöh-Berber im Süden Marokkos
- Rindentrompete, einfaches nordeuropäisches und nordasiatisches Blasinstrument aus einem aufgerollten und dann schneckenförmig in die Länge gezogenen Rindenstreifen. Als Signalhorn und bei festlicher Musik verwendet
- Riq, arabische Rahmentrommel
- Rnga, auch Nga, Stieltrommel in der tibetisch-buddhistischen Ritualmusik
- Röhrenglocken, auch campane tubolari oder tubular bells. Gestimmte idiophone Metallröhren
- Röhrenspießgeige, einfaches Streichinstrument mit einer Röhre als Resonator. Dazu zählt die zweisaitige chinesische Erhu, die vermutlich Vorbild für ein- oder zweisaitige Instrumente in Ostafrika war, wie die ugandische Endingidi
- Röhrenzither, gezupftes einfaches Saiteninstrument. Der Hals ist zugleich Resonanzkörper. Dazu zählt die madagassische Valiha
- Rol-mo, auch Rölmo, waagrecht geschlagenes Paarbecken in der tibetisch-buddhistischen Ritualmusik
- Romanische Harfe, älteste europäische Form der Harfe
- Romanische Theorbe, auch Römische Theorbe oder Chitarrone → Theorbe. Mittelalterliches Lauteninstrument
- Römische Tuba, eine Naturtrompete. Blechblasinstrument im Römischen Reich
- Roneat, Trogxylophone in der klassischen kambodschanischen Musik
- Rototom, Trommel ohne Kessel
- Rotta → Crwth. Historisches walisisches Streichinstrument
- Royal Kent Bugle, eine Bugle → Clairon. Signaltrompete mit sechs Ventilen, im 19. Jahrhundert in England entwickelt
- Rubab, Zupflaute, Nationalinstrument von Afghanistan
- Rubeba → Rebec. Mittelalterlicher Vorläufer der Violine
- Rudra Vina, auch Bin. Eine Vina. Altes nordindisches Lauteninstrument aus einer Bambusröhre und zwei Kürbiskalebassen als Resonatoren
- Rührtrommel, auch snare drum → Kleine Trommel
- Rumbakugel → Maracas. Südamerikanische Gefäßrassel aus einem Flaschenkürbis
- Rumbastäbchen → Claves. Gegenschlagidiophon
- Rummelpott → Brummtopf, historische Stabreibtrommel in Westeuropa
- Russische Hörner, Naturhorn, Blechblasinstrument
- Rute, Trommelschlägel und Idiophon
- Ryūteki, japanische Bambusquerflöte

## S
- Sabaro, auch Sabar, größte von drei einfelligen Trommeln im Trommelorchester der Mandinka und Wolof in Westafrika
- Sackpfeife, auch Dudelsack. Rohrblattinstrument mit Windkapsel und Luftsack
- Säckpipa → Schwedische Sackpfeife
- Saeng, auch Saeng Hwang. In Korea gespielte Mundorgel, die der chinesischen Sheng entspricht
- Sahfa, Stieltrommel in der Küstenregion Tihama im Jemen
- Sahn Nuhasi, alter, nur noch selten gespielter Kupfergong im Jemen
- Saitentambourin, auch Tamburin de Béarn, Altobasso. Einfaches Psalterium, dreisaitiges Instrument, das mit Schlägeln geschlagen wird
- Saitentrommel, ein Tamburin mit an der Unterseite gespannten Saiten, die beim Schlagen Obertöne produzieren
- Salamuri, endgeblasene Schäferflöte aus Holz im Osten Georgiens, auch in der klassischen Musik
- Salor, Streichinstrument in Nordthailand
- Salterio → Hackbrett, ein Saiteninstrument, das mit kleinen Schlägeln gespielt wird
- Saluang, eine in Westsumatra, besonders bei den Minangkabau gespielte Bambuslängsflöte
- Sambhor, Trommel in Kambodscha
- Samel, kleine, senkrecht gespielte Röhrentrommel im indischen Bundesstaat Goa
- Sanaeng Gaen, thailändisches Holzblasinstrument
- Sangan, westafrikanische Trommel
- Sansula, ein in Deutschland neuentwickeltes Instrument aus einem Lamellophon, das auf ein Tamburin montiert ist
- Satara → Alghoza, Doppel-Schnabelflöte in Rajasthan (Nordindien) und Pakistan
- Santir → Gimbri. Westafrikanische Langhalslaute der marokkanischen Gnawa
- Santur, persisches und indisches Hackbrett
- Sanxian, chinesische bundlose Langhalslaute
- Sanza oder Sansa, irrtümlich eingeführte Bezeichnung für Lamellophone, vom Lamellophon Sansi in Mosambik übernommen
- Sape, bootsförmige bundlose Laute im Landesinnern von Borneo
- Sapo, ein langes Schrapidiophon aus Bambus, als Sapo Cubano oder Güiro eine langovale Hohlform aus Holz in der afro-karibischen Musik. Mit einem Holzstab wird über die geriffelte Oberfläche gestrichen
- Sarangi, Streichinstrument in Nordindien und Pakistan
- Sarasvati Vina, eine südindische Vina
- Sarinda, volkstümliche Streichlaute von Nordindien bis Afghanistan
- Sarod, nordindische Zupflaute mit Fellbespannung, Weiterentwicklung der afghanischen Rubab
- Saron, ein Metallophon aus Bronzeplatten im indonesischen Gamelan
- Sarrusophon, Blasinstrument mit Doppelrohrblatt, im 19. Jahrhundert für die französische Militärmusik entwickelt
- Sarune, bei den Batak auf Sumatra ein konisches Doppelrohrblattinstrument mit Schallbecher ähnlich der westjavanischen Tarompet
- Sasando, Bambuszither auf der indonesischen Insel Roti
- Saung gauk, eine Bogenharfe. Nationalinstrument von Myanmar
- So sam sai, dreisaitige Stachelfiedel in der thailändischen Musik mit Kokosschalen-Resonanzkörper
- Saxello, Bb-Sopransaxophon
- Saxhorn → Bügelhorn, allgemein Horninstrumente
- Saxophon, von Adolphe Sax entwickeltes Holzblasinstrument
- Saxtromba, von Adolphe Sax entwickeltes Holzblasinstrument, zu Saxhörnern
- Saz, auch Bağlama, türkische Langhalslauten
- Scabellum, antike Fußklapper
- Schabbaba, von Hirten gespielte Längsflöte in arabischen Ländern
- Schäferpfeife, eine Form der deutschen Sackpfeife
- Schalmei, mittelalterliches europäisches Holzblasinstrument mit Doppelrohrblatt
- Scheitholt, eine Bordunzither. Historisches Saiteninstrument, schmaler Vorläufer der Zither
- Schellen, eine Klöppelglocke. Schlagidiophon in der Form eines Glocke
- Schellenbaum, ehemaliges Zeichen von Regimentsmusikern. Eine Standarte mit Schellen
- Schellenring, auch Schellenreif. Eine Rahmenrassel oder Reihenrassel in der Form eines Tamburins ohne Fellbespannung. Schellen sind auf einem Kranz angeordnet
- Schellentrommel → Tamburin. Handpauke mit Schellenkranz
- Scheneb, altägyptisches Blechblasinstrument
- Scherrzither, auch Kratzzither. Frühere Form einer Zither in der alpenländischen Volksmusik
- Schlagbalken, ein Aufschlagidiophon. Holzbrett, das meist durch Schlagen mit hölzernen Schlägeln angeschlagen wird
- Schlagbrett → Schlagbalken
- Schlagzeug, englisch drum set. Zusammenstellung von Perkussionsinstrumenten
- Schlagzither, um 1900 entwickelter und bis heute gebräuchlicher Zithertyp.
- Schlangenflöte → Pungi. Einfachrohrblattinstrument der Schlangenbeschwörer in Indien
- Schlitztrommel, weit verbreitetes idiophones Aufschlaginstrument meist aus einem teilweise ausgehöhlten Holzblock oder aus Bambus, das in der Ritualmusik oder als Nachrichtentrommel gespielt wird
- Schlüsselfidel → Nyckelharpa. Ein Streichinstrument, etwas größer als eine Geige, bei dem die Tonhöhe durch Tastendruck bestimmt wird
- Schnarre → Ratsche. Geräuschinstrument, das zu den Schraprädern gehört
- Schnarrtrommel → Kleine Trommel
- Schneckentrompete → Schneckenhorn, eine Schnecke als Naturtrompete
- Schofar, aus einem Tierhorn gefertigtes einfaches Blasinstrument, das seinen Ursprung im Judentum hat
- Schoßgeige → Viola da gamba, eine Geige mit Bünden, die zwischen Schoß und Tischkante vom Körper weg gehalten wird
- Schoßharfe, kleine Form der Harfe, die auf den Knien gehalten wird
- Schraper, ein Schrapinstrument
- Schryari, auch Schreierpfeife, Renaissance-Holzblasinstrument mit Doppelrohrblatt
- Schüttelrohr, eine Gefäßrassel
- Schwegel, auch Schweitzerpfeiff, mittelalterliche einfache Flöte
- Schwirrholz → Schwirrgerät, Flügelratsche
- Schwungzither, eine im 18. und 19. Jahrhundert in England gespielte griffbrettlose Kastenzither
- Schwyzerörgeli, kleines diatonisches Akkordeon, das in der Schweizer Volksmusik gespielt wird
- Sechzehnteltonklavier, ein Klavier, das Mikrotöne spielt
- Segankuru, auch Serankure, Segaba, eine einsaitige Trogzither im südafrikanischen Botswana
- Seljefløyte, auch Seljeflöyt, „Weidenflöte“, eine norwegische Obertonflöte ohne Grifflöcher, ursprünglich eine Hirtenflöte
- Selompret → Tarompet, ein konisches Doppelrohrblattinstrument mit Schallbecher in Zentral- und Ostjava
- Semanterion → Semantron, Stundentrommel. Hölzernes Schlagbrett, das in der orthodoxen Kirche Glocken ersetzt
- Seperewa, eine westafrikanische Stegharfe in Ghana mit traditionell 6 und heute bis zu 14 Saiten
- Se piri, eine schlanke, weich klingende Piri. Koreanisches Holzblasinstrument mit Doppelrohrblatt
- Serbung → Bumbung, indonesisches Blasinstrument aus zwei Bambusröhren
- Serankure → Segankuru, eine einsaitige Trogzither im südafrikanischen Botswana
- Serpent, tief klingender Zink. Europäisches historisches Blasinstrument
- Sese → Zeze, ein- oder mehrsaitige Plattstabzither in Ostafrika
- Setar, persische viersaitige (ursprünglich dreisaitige) Langhalslaute
- Shabbaba, ein arabisches Holzblasinstrument, Vorläufer der arabischen Längsflöte Nay
- Sharati, Bambusflöte, die von den Khasi im nordostindischen Bundesstaat Meghalaya bei Beerdigungen gespielt wird
- Shehnai, nordindische Kegeloboe mit Doppelrohrblatt
- Shaker, Gefäßrassel
- Shakuhachi, japanische Bambuslängsflöte
- Shamisen, dreisaitige japanische Zupflaute
- Shékere, lateinamerikanische Gefäßrassel, regionaler Name Afoxé, verwandt mit der ghanaischen Axatse
- Sheng, eine chinesische Mundorgel
- Shō, eine japanische Mundorgel
- Shringa, auch Srnga → Kombu, S-förmig gebogene Naturtrompete in den indischen Prozessionsmusik
- Shrutibox, indisches Borduninstrument nach dem Prinzip eines indischen Harmoniums
- Siku, eine Form der südamerikanischen Panflöte
- Silent Piano, akustisches Klavier, das stumm geschaltet werden kann, um die Töne über Kopfhörer zu hören
- Simandra → Semantron, Stundentrommel. Hölzernes Schlagbrett, das in der orthodoxen Kirche Glocken ersetzt
- Simbi, Stegharfe mit Kalebassenkorpus und sieben Saiten der Malinke in Westafrika
- Simsimiyya, auch Semsemiya, arabische Leier in Ägypten am Sueskanal und entlang des Roten Meeres
- Singende Säge, mit einem Violinbogen gestrichene Säge (Fuchsschwanz)
- Sintir, Langhalslaute der marokkanischen Gnawa
- Sister → Cister, mittelalterliche, europäische Langhalslaute
- Sistrum, altägyptische Handklapper
- Sitar, gezupfte, nordindische Langhalslaute
- Sixth Flute, Sopranblockflöte in d2
- Snare drum → Kleine Trommel
- Sompotan, Bambusmundorgel, des malaysischen Bundesstaates Sabah
- Sopilka, eine Flöte in der Ukraine
- Sopranino → Sopraninosaxophon, das am höchsten klingende Saxophon
- Sopranposaune → hoch klingende Posaune
- Sopransaxophon, ein Saxophon in der hohen Lage B
- Sorbische Geige, auch Husle, Fidel der Sorben
- Sor Gantruem, thailändisches Streichinstrument
- Sor Gradong Tao, thailändisches Streichinstrument
- Sor Khao Khwai, thailändisches Streichinstrument
- Sor U, zweisaitige Röhrenspießgeige mit Kokosnuss-Resonator in Zentralthailand
- Sordun, historisches Doppelrohrblattinstrument mit geknicktem, zylindrischen Schallrohr
- Sornay, asiatische Kegeloboen
- Sousaphon, im 19. Jahrhundert entwickelte Tuba
- Souzabone, in den 1970er Jahren von Raul de Souza entwickelte, elektronische Posaune
- Spielzeugklavier → Kinderklavier, teilweise auch in der modernen und experimentellen Musik verwendet
- Spießgeige, auch Schoßgeige. Vorwiegend in Asien verbreitete Streichlauten mit langem Hals, der durch den Resonanzkörper durchgesteckt ist. Ein zum Boden reichender Stachel (Stachelgeige) ist davon unabhängig. Beispiele: die persische Kamantsche, die chinesische Erhu
- Spinett, eine Bauform des Cembalos
- Spirafina, von Heinrich Spira um 1950 entwickeltes Schlag-Idiophon aus Glaskörpern
- Spitzharfe, eine Form der aufrecht stehenden Harfe
- Sprechtrommel, englisch talking drum. Eine Trommel, mit der sich Sprache wiedergeben lässt, besonders in Westafrika verbreitet
- Sralai, Doppelrohrblattinstrument in der kambodschanischen Musik mit leicht bauchigem Holzrohr ohne Schalltrichter
- Srimandal, Schlagplattenspiel im indischen Bundesstaat Rajasthan mit metallenen runden Klangplatten
- Sruti upanga → Mashak, südindische Sackpfeife mit nur einem Bordunrohr
- Stabrassel, Perkussionsinstrument. Auf einem Stab befestigte Rasselkörper. Dazu gehören das altägyptische Sistrum und das in der äthiopisch-orthodoxen Kirche verwendete Tsanatsel
- Stahlspiel, ein Glockenspiel, bei dem anstelle von Glocken Stahlstangen verwendet werden
- Stahlzungentrommel → Steel Tongue Drum
- Steel Pan, auch Steel drum, ein Schlag-Idiophon aus Trinidad. Gestimmte Blechgefäße
- Stampfrohr, ein Aufschlagidiophon. Einseitig geschlossene Röhre, die mit dem geschlossenen Ende senkrecht auf den Boden gestampft wird und einen Ton von bestimmter Höhe produziert
- Stand-Tom → Tomtom. Zylindertrommel als Teil eines Drumsets
- Steel-Gitarre → Pedal-Steel-Gitarre, zwei waagrecht angeordnete Gitarrengriffbretter werden teilweise über Pedale angesteuert. Überwiegend in der Country-Musik gespielt
- Steel Tongue Drum, auch Stahlzungentrommel. Melodiefähiges Idiophon aus einem schalenförmigem Stahlblech mit eingeschnittenen Segmenten („Zungen“)
- Stegharfe, auch Harfenlaute, besonders in Westafrika verbreitete Saiteninstrumente. Beispiel: Kora
- Steinklarinette, von Friedrich Stein in den 1930er Jahren entwickelte Klarinette
- Steinklinger → Lithophon. Idiophon aus Stein. Beispiel: das chinesische Klangsteinspiel aus gestimmten Klingsteinen
- Stockflöte, auch Csakan, im 19. Jahrhundert in einen Spazierstock eingebaute Blockflöte
- Stockgeige, Ende des 18. Jahrhunderts ein Spaßinstrument. Streichinstrument und Bogen waren in einem Spazierstock versteckt und wurden zum Spielen in der Natur herausgenommen. Etwas mehr der Geige ähnlich waren die Wandergeige und die Tanzmeistergeige
- Stössel-Laute, ein Zupfinstrument, das über die Stirnkante gegriffen wird
- Stopftrompete, Vorläufer der heutigen Ventiltrompete. Bogenförmig, nur Ende 18. bis Anfang 19. Jahrhundert in Gebrauch
- Streichgitarre → Arpeggione. 1823 erfundenes Streichinstrument in der Stimmung einer Gitarre
- Streichglockenspiel, ein Glockenspiel, dessen Metallplatten mit einem Bogen gestrichen werden
- Streichklavier, ein Tasteninstrument, dessen Saiten über eine Mechanik gestrichen werden
- Streichpsalter, ein Psalterium, dessen Saiten gestrichen werden
- Streichrohr, ein einfaches Übungsinstrument aus einem halbierten Bambusrohr mit aufgeleimter Holzdecke und vier Saiten, die gestrichen werden können
- Streichzither, im 19. Jahrhundert entwickelte Zither mit reduzierter Saitenzahl, die sich mit dem Bogen streichen ließ
- Strohfiedel, in der alpenländischen Volksmusik verwendetes Glockenspiel mit aufgelegten Holzstäben, die mit Klöppeln geschlagen werden
- Strohgeige, um 1900 entwickelte experimentelle Geige, die anstelle eines Resonanzkörpers einen Schalltrichter aus Metall hat
- Stumme Violine, elektrisch verstärkte Violine ohne Resonanzkörper
- Subharchord, in den 1950er Jahren in Deutschland entwickeltes elektronisches Musikinstrument
- Subkontrabass, seltene, sehr tiefe Stimmung eines Saxophons, einer Klarinette, einer Tuba, eines Fagotts oder einer Blockflöte
- Sueng, gezupfte Kastenlaute in der nordthailändischen Volksmusik
- Suka, Streichlaute in der polnischen Volksmusik
- Suling, Bambusflöten, die in unterschiedlichen Musikstilen in Indonesien, Malaysia und im Süden der Philippinen eingesetzt werden
- Sumagoto → Ichigenkin, einsaitige Brettzither in Japan
- Sumpotan, einfache Mundorgel aus einer Kalebasse mit Bambuspfeifen in Nord-Borneo
- Sun harp → Bandura, eine bulgarische Zither
- Suona, chinesisches Holzblasinstrument mit Doppelrohrblatt und breitem Schalltrichter
- Surbahar, nordindische tiefer gestimmte Sitar
- Surdo, brasilianische snare drum, größer und tiefer klingend als die Caixa
- Šurle, hölzerne Doppelklarinette aus Istrien
- Surna → Zurna, türkische Kegeloboe
- Surpava, in der Mitte angeblasene, senkrecht gehaltene Querflöte. Selten in der Volksmusik des indischen Bundesstaates Maharashtra gespielt
- Sursingar, indisches Lauteninstrument im 19. Jahrhundert, Mischung aus Rubab, Rudravina und Sarod
- Susap, Bambus-Rahmenmaultrommel in Melanesien
- Swae, thailändisches Becken
- Swarabat, seltene südindische Langhalslaute mit einem tiefen Korpus
- Swaraj, Langhalslaute ohne Bünde in Bangladesch, eine Variante der Dotara
- Swarmandal, auch Surmandal, zitherähnliches Borduninstrument zur Gesangsbegleitung in der nordindischen Musik
- Swirka, bulgarische Hirtenflöte
- Sybyzgy, eine Hirtenflöte in Kasachstan
- Symphonetta, Ende des 19. Jahrhunderts in Hamburg entwickelte Art eines chromatischen Bandoneons
- Synclavier, Mitte der 1970er Jahre entwickelter elektronischer Klangerzeuger auf der Basis eines Synthesizer
- Synthesizer, Instrument zur elektronischen Klangerzeugung
- Synthophone, ein Altsaxophon mit elektronischer Klangveränderung
- Syrinx → Panflöte, eine Gruppe miteinander verbundener Längsflöten

## T
- Tabl, auch Tabil, allgemein zweifellige Fasstrommel in der arabischen Musik. In der ägyptischen Volksmusik Tabl baladi, anstelle von Stöcken mit Lederstreifen gespielt Tabl migri. Türkisch Davul
- Tabla, Set aus zwei, in der nordindischen Musik gespielten Handpauken
- Tabla Tarang, im Kreis aufgestellte, gestimmte Tablas. Seltenes Melodieinstrument in der nordindischen Musik
- Tabor, historische Zylindertrommel in Westeuropa, die von einem Musiker zusammen mit einer Einhandflöte gespielt wurde
- Taegŭm, auch Daegeum oder Tae Keum, lange Bambusquerflöte in der koreanischen Musik
- Taepyeongso, koreanisches Holzblasinstrument mit Doppelrohrblatt vom Typ der Surnai. Im Freien gespielt
- Tafelklavier, im 19. Jahrhundert verbreitete Form des Hammerklavier mit waagrechten Saiten
- Taganing, Reihe von fünf gestimmten Trommeln in der Ritualmusik der Batak auf der Insel Sumatra
- Tahardent, auch Teharden, dreisaitige Zupflaute bei den Tuareg
- Taiko, große japanische Fasstrommel mit angenagelten Fellen
- Taille de violon, „Tenorvioline“. Historisches europäisches Streichinstrument
- Taille d’hautbois → Barockoboe. Im 17. Jahrhundert entwickelte Oboe
- Taishōgoto, japanische Kastenzither, deren Saiten über eine schreibmaschinenähnliche Tastatur verkürzt werden
- Takhe, in der thailändischen und kambodschanischen Musik gespielte „Krokodils“zither
- Talempong, Reihe Buckelgongs der Minangkabau in Sumatra
- Talerbecken, in der Ostschweiz gespieltes Geräuschinstrument. Eine Schüssel wird so in Bewegung versetzt, dass in ihr ein Fünffrankenstück im Kreis rollt, ohne auf den Schüsselboden zu fallen.
- Talharpa, mit dem Bogen gestrichene Leier in Estland
- Talotpot, thailändische Trommel
- Tamborim, kleine brasilianische Rahmentrommel in der Sambamusik
- Tambura, auf dem Balkan gespielte, gezupfte Langhalslaute
- Tambura → Tanbura eine im Sudan, in Ägypten und auf der Arabischen Halbinsel gespielte Leier
- Tamburica, in Kroatien gespielte Langhalslaute, ähnlich der Tambura
- Tamburin, auch Tamborí oder Tamburi. Einfellige Rahmentrommel mit und ohne Schellenkranz
- Tamtam, südostasiatischer, tellerförmiger Metallgong, der mit Klöppel geschlagen wird
- Tamur, zweisaitige Langhalslaute mit einem schmalen, trapezförmigen Korpus in Dagestan
- Tanbur, dreisaitige persische Langhalslaute
- Tanbura, im Sudan auch Kisir, eine im Sudan, Ägypten und auf der Arabischen Halbinsel gespielte Leier
- Tanburo, fünfsaitige Langhalslaute in der pakistanischen Provinz Sindh
- Tandura, Langhalslaute mit vier bis fünf Saiten im nordindischen Bundesstaat Rajasthan
- Tangentenklavier, ein historischer Flügel. Zwischenform aus Hammerklavier und Cembalo
- Tangmuri, Holzblasinstrument mit Doppelrohrblatt und kegelförmigem Schallbecher der Khasi im nordostindischen Bundesstaat Meghalaya
- Tang-p’iri → Piri. Holzblasinstrument mit Doppelrohrblatt, mit dem in Korea chinesische Musik gespielt wird
- Tanpura, indische Langhalslaute, die als Borduninstrument eingesetzt wird
- Tanzbär, selbstspielendes Akkordeon
- Tanzmeistergeige, auch Pochette. Historische, schmale und dünn klingende Violine
- Tapan, auch Tupan, zweifellige, mit Stöcken geschlagene Rahmentrommel auf dem Balkan, verwandt mit der türkischen Davul
- Taphon, auch Tapone, thailändische, zweifellige Fasstrommel, die mit den Händen geschlagen wird
- Tárogató, Einfachrohrblattinstrument in Ungarn, Ende des 19. Jahrhunderts aus dem ebenfalls Tárogató genannten Doppelrohrblattinstrument Töröksíp entwickelt
- Tar
  - Tar, eine zentralasiatische Langhalslaute mit doppeltem, mit Pergament bespanntem Resonanzkörper, Schwerpunkt persische klassische Musik
  - Tar, arabische und türkische Rahmentrommel. Ein Tamburin ohne Schellen
- Tarawangsa, eine volkstümliche, westjavanische (sundanesische) Streichlaute, die meist zusammen mit der siebensaitigen Zither Jentreng gespielt wird. Zwei bis drei Saiten mit Holzdecke, Gleichnamiger Musikstil
- Tarol → Caixa. Zweifellige, mit Stöcken geschlagene Rahmentrommel in der populären brasilianischen Musik, entspricht der snare drum
- Tarompet, westjavanisches (sundanesisches) Doppelrohrblattinstrument, entspricht der ostjavanischen Selompret
- Tarpu, Einfachrohrblattinstrument aus Kalebassen und Bambusröhren in ländlichen Gebieten der indischen Bundesstaaten Gujarat und Maharashtra
- Tartölt, ein Rankett in Drachenform
- Taschentrompete, kompakt gebaute Trompete
- Tasa, auch Tasha, Tassa, kleine Kesseltrommel aus Ton oder Metall unter anderem in Indien, in der Karibik, auf Sumatra und im Jemen
- Tastenharmonika, eine Glasharmonika mit Klaviatur, Ende des 18. Jahrhunderts entwickelt
- Tastencister, Ende des 18. Jahrhunderts in London gebaute Cister (Kastenhalslaute), deren Saiten „zur Schonung der Damenhände“ nicht gezupft, sondern mit einer Hammermechanik geschlagen wurden
- Tastengitarre, Nachahmung der Tastencister
- Tastenxylophon, ein Xylophon, dessen Holzplatten über eine Klaviatur angeschlagen wurden. Erstmals 1650 aufgetaucht
- Taus → Mayuri vina, eine mit dem Bogen gestrichene Vina in Indien, deren Korpus wie ein Pfau geformt ist
- Tautirut, historisches Streichinstrument der Inuit (Eskimo) im Nordosten Kanadas
- Tavil, südindische Doppelfellfasstrommel
- Tayaw, Violine in der Musik Myanmars
- Tayuc, nicht mehr gebräuchliches nordindisches Streichinstrument. Ähnlich einer Esraj, aber in waagrechter Lage gespielt und mit einer Pfauenfigur an einer Seite
- T'bol, auch T'bal, verschiedene Zylindertrommeln im Maghreb und eine Kesseltrommel in Mauretanien und bei den Saharauis
- Tekerőlant, eine Drehleier in Ungarn
- Tendé, Mörser-Trommel bei den Tuareg
- Tenora, katalanisches Holzblasinstrument mit Doppelrohrblatt, einer Schalmei entsprechend
- Tenori-on, elektronisches Musikinstrument, das über LED-Tasten angetippt wird
- Tenorhorn, ein Bügelhorn. Blechblasinstrument mit drei oder vier Ventilen
- Tenorposaune, am weitesten verbreitete Bauform einer Posaune
- Tenorsaxophon, ein Saxophon in mitteltiefer Lage
- Tenor-Viola, im Barock gespielte, eine Quinte tiefer gestimmte Violine
- Tenorzink, eine bestimmte Stimmung des Zink in leicht gekrümmter Form
- Teponaztli, war eine Schlitztrommel, die von den Azteken bei Ritualen geschlagen wurde
- Terpodion, Tasteninstrument nach dem Prinzip der Glasharmonika
- Terza di chitarra a battente → Chitarra battente, die eine Terz höher gestimmt ist. Süditalienisches Lauteninstrument
- Terzzither, eine Schlagzitzer. Seltene, eine Terz höher gestimmte Zither
- Teufelsgeige, auch Bumbass oder Bettelgeige, ein Schlag- und Geräuschinstrument bei Fastnachtsumzügen und ähnlichen Veranstaltungen
- Thali, Flachgong, mit Stöckchen geschlagene runde Blechplatte mit aufgebogenem Rand in der indischen Volksmusik
- Theorbe, Laute mit verlängertem Hals und zweitem Wirbelkasten für lange Basssaiten
- Theremin, berührungslos zu spielendes, elektronisches Musikinstrument, 1919 von Leon Theremin erfunden
- Thiambioli → Mantoura, Rohrpfeife auf Kreta
- Timila, zweifellige Sanduhrtrommel in der südindischen hinduistischen Tempelmusik
- Tingtelia → Pena, einsaitige gestrichene Spießlaute der Nagas in Nordostindien
- Third-Bridge-Gitarre, Gitarre oder Zither mit zusätzlichen elektronisch erzeugten Obertönen
- Thunder-Drum, Effekt- oder Geräuschinstrument, das durch Schütteln Donnergrollen hervorbringt
- Thunderbodhran → Bodhrán, irische Rahmentrommel
- Thüringer Zither → regionale Variante der Zither
- Tiba, auch Hirtenhorn, Schweizer Naturtrompete aus Holz, kürzer als das Alphorn
- Tibetisches Becken → Tingsha, tibetische Handzimbel
- Tibetanisches Langhorn → Dung Chen. Ein langes tibetisches Blasinstrument, das zu den Dung genannten tibetisch-buddhistischen Ritualinstrumenten gehört
- Tible, katalanisches Holzblasinstrument mit Doppelrohrblatt, ähnlich einer Tenora
- Tidinit, Langhalslaute in Mauretanien und Westsahara
- Tiebel-Violine → Strohgeige. Um 1900 entwickelte experimentelle Geige, die anstelle eines Resonanzkörpers einen Schalltrichter aus Metall hat
- Tifa
  - Tifa, einfellige meist becherförmige Holztrommel auf den zu Indonesien gehörenden Molukken
  - Kundu, einfellige sanduhrförmige Holztrommel auf Neuguinea
- Tiktiri → seltener Name für Pungi. Einfachrohrblattinstrument der indischen Schlangenbeschwörer
- Tilincă, endgeblasene Obertonflöte ohne Fingerlöcher in Rumänien und Moldawien
- Timba, brasilianische Handtrommel
- Timbales, Paukenpaar in der populären karibischen Musik
- Timbrh, ein Lamellophon mit Lamellen aus Palmblattrippen in Kamerun
- Timpani → Pauke
- Tin Whistle, auch Penny Whistle. Einfache irische Längsflöte
- Tingsha, tibetische Handzimbel
- Tischtrommel, kreisrundes, mit einer Membran bespanntes Tischgestell, Übungsschlaginstrument
- Tischxylophon, Xylophon mit großen Holzplatten zu Übungszwecken
- Titti → Mashak, südindische Sackpfeife mit nur einem Bordunrohr
- Tobă, auch Dubă, zweifellige Zylindertrommel in Rumänien
- Tof, allgemeine Bezeichnung für eine Trommel im antiken Nahen Osten, besonders im Alten Testament für eine Rahmentrommel
- Toka, auch Tokka, gabelförmige Bambusklapper im nordostindischen Bundesstaat Assam
- Tom, Schalenleier der Schilluk im Südsudan
- Tombak, auch Zarb. Persische kelchförmige Handtrommel
- Tomtom, Zylindertrommel im Schlagzeug
- Tongatong, ein Stampfrohr auf der philippinischen Insel Luzon
- Tonkori, fünfsaitige schlanke Zither aus einem Holzblock der Ainu auf der nordjapanischen Insel Hokkaidō. Beim Spielen senkrecht gehalten
- Torban, Sonderform einer Erzlaute in der Ukraine
- Töröksíp, historisches Doppelrohrblattinstrument (Kegeloboe) in Ungarn
- Tournebout, altfranzösische Bezeichnung für Krummhorn, ein gebogenes Holzblasinstrument mit Doppelrohrblatt
- Toy piano → Kinderklavier, Spielzeugklavier
- Trautonium, Vorläufer des Synthesizer, 1930 entwickelt
- Traversflöte → Querflöte
- Trembita, etwa drei Meter lange hölzerne Naturtrompete bei den Huzulen in den Karpaten
- Tres, kubanisches, einer Gitarre ähnliches Zupfinstrument
- Treschtschotka, Gegenschlagklapper in Russland
- Triangel, hoch klingendes Schlagidiophon
- Tricca-balacca, eine Klapper mit drei Holzhämmerchen aus Italien
- Trichtergeige → Strohgeige. Um 1900 entwickelte experimentelle Geige, die anstelle eines Resonanzkörpers einen Schalltrichter aus Metall hat
- Trikitixa, ein diatonisches Akkordeon im Baskenland
- Trillerpfeife, Signalinstrument mit schrillem Ton
- Trikitixa, baskisches diatonisches Akkordeon
- Trogxylophon → ein Xylophon mit Resonanzkasten
- Tromba → Naturtrompete, eine Trompete ohne Ventile, in einfachster Form ein Schneckenhorn
- Trombino, um 1600 italienische Bezeichnung für die Altposaune
- Trombola → Maultrommel. Auch Doromb, Tromba, Crembalum
- Trompete, hohes Blechblasinstrument mit und ohne Ventilen
- Trumpel → Maultrommel
- Trumscheit, auch Nonnengeige, Marientrompete. Historisches Streichinstrument mit einer Saite
- Trutruca, zwei bis drei Meter lange, gerade Naturtrompete der Mapuche in Chile, mit einem Kuhhorn als Schalltrichter
- Tsambouna, griechische Sackpfeife ohne Bordunrohr
- Tsanatsel, äthiopische Handklapper, ähnlich einem Sistrum
- Tschang, auch Chang, historische persische Winkelharfe
- Tschangi, Winkelharfe in der Region Swanetien im Nordwesten Georgiens
- Tschianuri → Tschuniri, zweisaitige gestrichene Langhalslaute in Georgien
- Tschiboni, auch Chiboni, Sackpfeile in der georgischen Republik Adscharien
- Tschinellen → Paarbecken, zwei kleine Becken, die zusammengeschlagen werden
- Tsimbl → Zymbal, großes ungarisches Hackbrett mit Dämpfungspedal
- Tschonguri, gezupfte viersaitige Langhalslaute mit birnenförmigem Korpus in Georgien
- Tschuniri, dreisaitige gestrichene Langhalslaute in der georgischen Bergregion Swanetien
- Tsouras, griechische Langhalslaute, ähnlich wie die Bouzouki
- Tsuur, endgeblasene Flöte mit drei Grifflöchern im Westen der Mongolei
- Tsuzumi, japanische Sanduhrtrommel, mit Händen gespielt
- Ttun-ttun, baskischer Name für:
  - Trommel Danbolin, auch Tabor
  - Tambourin de Béarn, auch Saitentambourin, eine Kastenzither
- Tuba, kurz Tub, das am tiefsten klingende Blechblasinstrument
- Tubaphone, ein Glockenspiel mit Metallröhren anstelle von Metallplatten
- Tubular Bells → Röhrenglocken, auch campane tubolari. Gestimmte idiophone Metallröhren in einer Reihe
- Tüidük, auch Tüydük, endgeblasene Flöte der Turkmenen in Zentralasien
- Tuila, ein Musikstab mit Kalebasse im indischen Bundesstaat Orissa, der Spießlaute Ektara ähnlich
- Tulak, auch Tula, Querflöten oder Blockflöten in Zentralasien und Afghanistan
- Tulum, türkische und griechische Sackpfeife
- Tumbadora, kubanischer Name für die Conga, eine stehende Handtrommel aus Afrika
- Tumbi, nordindisches einsaitiges Zupfinstrument, in der Bhangramusik verwendet
- Tumbura → Tambura, eine im Sudan und in arabischen Ländern am Persischen Golf gespielte Leier
- Tumpong, Bambuslängsflöte auf der südphilippinischen Insel Mindanao
- Tupan → Tapan, zweifellige Rahmentrommel auf dem Balkan, verwandt mit der türkischen Davul
- Turburi, kleine Tontrommel der Muria (Adivasi) im zentralindischen Distrikt Bastar
- Turi, auch Tutari, Turiya, Nagpheni → Kombu, halbkreisförmig gebogene oder S-förmige Metalltrompete in der nordindischen Prozessionsmusik
- Türmerhorn, historisches Signalinstrument, vom Stadtturm geblasene Trompete aus Metall
- Tutek → Tulak, Schnabelflöte in Aserbaidschan
- Tuttivox, eine in den 1950er Jahren von Harald Bode entwickelte elektronische Orgel
- Tympani → Kesselpauke
- Tympanon, antike griechische Rahmentrommel
- Typophone, ein Mitte des 19. Jahrhunderts entwickeltes Idiophon mit einer Klaviatur, ähnlich einer Celesta
- Txalaparta in der baskischen Musik gespieltes Schlagidiophon aus balkenförmigen Klanghölzern

## U
- Ud → Oud, arabische Kurzhalslaute
- Udu, afrikanische Gefäßtrommel aus einer Tonvase
- Uilleann Pipes, irischer Dudelsack
- ʻŪkēkē, mit dem Mund verstärkter Musikstab auf Hawaii
- Ukulele, kleine, viersaitige Gitarre aus Hawaii
- Ulimba → Valimba, Xylophon der Sena im Süden von Malawi
- Umqangala, ein Mundbogen der Zulu in Südafrika
- Umrubhe, mit einem Stab gestrichener Mundbogen bei den Xhosa in Südafrika
- Umuduri, ein Musikbogen mit Kalebassen-Resonator in Ruanda
- Union Pipe → Uilleann Pipes, irischer Dudelsack
- Urni, einsaitige Schalenspießgeige mit einem Kokosnussresonator in der südlichen Tiefebene Nepals

## V
- Vaji → Waji, seltene Bogenharfe in der nordostafghanischen Provinz Nuristan
- Valiha, madagassische Röhrenzither aus Bambus, die Saiten sind idioglott, also aus dem Bambusrohr ausgeschnitten
- Ventilposaune → Posaune
- Valimba, Xylophon der Sena im Süden von Malawi
- Verillon, einfachstes Glasspiel. Trinkgläser werden verschieden hoch mit Wasser gefüllt und mit Stöckchen angeschlagen
- Verrophon, einfachste Form einer Glasharmonika. Mit Wasser gefüllte Gläser/Glasröhren werden mit dem feuchten Finger angestrichen
- Vibraphon, ein Xylophon mit Metallplatten und darunter hängenden abgestimmten Resonanzröhren
- Vibraslap, mittelbar geschlagenes Idiophon mit Resonanzkörper aus Holz und beweglichen (klappernden) Stahlstiften, moderne Form der → Quijada
- Viehschelle → Kuhglocke, Trychel; eine geschmiedete Klöppelglocke
- Vielle à Roue → französisch für Drehleier. Streichinstrument mit Kurbelmechanik
- Vihuela, weich klingender, spanischer Vorläufer der Gitarre aus dem 16. Jahrhundert
- Vina, Gruppe der ältesten indischen Saiteninstrumente als Bogenharfen und Lauteninstrumente. Heute hauptsächlich in Südindien die Saraswati Vina, selten in Nordindien die Rudra Vina
- Viola → Bratsche, tiefklingende Bauform der Violine
- Viol de Braz → Violino piccolo. Historische, eine Terz oder Quart höher klingende Violine
- Viola bastarda, historisches Bass-Streichinstrument
- Viola d’amore, historisches Streichinstrument ähnlich einer Bratsche
- Viola bassa, ein historisches Streichinstrument, etwas größer als ein Violoncello
- Viola da braccio, Familie der Streichinstrumente in Violinform, speziell auch eine Bezeichnung für die Bratsche
- Viola da gamba, auch Viole, Kniegeige, Familie historischer Streichinstrumente von Diskant- bis Basslage, alle zwischen den Beinen gehalten
- Viola da spala, auch Schulterviole, eine historische Bassgeige, die beim Spiel an einem Schulterband waagrecht umgehängt wurde
- Violetta marina, Anfang des 18. Jahrhunderts in England erfundenes Streichinstrument, identisch mit oder ähnlich einer Viola d’amore
- Viola pomposa, eine im 18. Jahrhundert verwendete Bratsche mit fünf Saiten
- Violetta piccola, die am höchsten klingende Viola da gamba
- Violine, Geige, Streichinstrument
- Violino harmonica, seltene, Ende des 18. Jahrhunderts gespielte Nagelgeige
- Violino piccolo, Variante einer Geige, die eine Terz oder Quart höher gestimmt ist
- Violino pomposo → Viola pomposa, eine im 18. Jahrhundert verwendete Bratsche mit fünf Saiten
- Violinophon → Strohgeige. Um 1900 entwickelte experimentelle Geige, die anstelle eines Resonanzkörpers einen Schalltrichter aus Metall hat
- Violinzither, Streichinstrument, bei dem jeder Ton eine eigene Saite hat
- Violoncello, größeres Violineninstrument, wird im Sitzen gespielt und zwischen den Knien gehalten
- Violoncello piccolo, seltenes Violineninstrument im 18. Jahrhundert
- Violoncelloguitarre → Arpeggione, 1823 in Wien erfundene Kombination aus Cello und Gitarre
- Violone, historisches Streichinstrument aus der Gruppe der Gamben
- Violophon, Violinophon → Strohgeige
- Violotta, eine Tenor-Viola, im 18. Jahrhundert verschwundenes Streichinstrument
- Virginal, Bauart eines Cembalos, mit parallel zur Klaviatur verlaufenden Saiten
- Voice Flute → von Peter Bressan (um 1658–1731) entwickelte Blockflöte in D
- Vuvuzela, ein afrikanisches Blasinstrument vor allem für Fußballanhänger und Demonstranten

## W
- Wadaiko → Taiko. Große, stehende, japanische Fasstrommel
- Wagnertuba, Blechblasinstrument aus der Familie der Waldhörner
- Wagon, sechssaitige japanische Wölbbrettzither mit beweglichen Stegen
- Waji, auch Vaji, seltene Bogenharfe in der nordostafghanischen Provinz Nuristan, ähnlich der burmesischen Saung gauk
- Waldhorn, Blechblasinstrument mit enger Mensur
- Waldhorntuba → Tuba
- Waldteufel → Brummtopf
- Waldzither, eine Cister, zur Familie der Kastenhalslauten
- Walzenklavier, ab Mitte des 19. Jahrhunderts hergestelltes selbstspielendes Klavier mit einer Stiftwalze aus Holz
- Wasamba, hölzernes Handklapper aus Westafrika, ähnlich dem Sistrum
- Waschbrett, eigentlich ein Hilfsmittel zur Handwäsche, als Rhythmusinstrument verwendet
- Waschint, endgeblasene Bambusflöte in Äthiopien
- Wasserflöte, Pfeife am Ausguss des Teekessels. Als Musikinstrument: mit Wasser gefülltes Rohr mit Innenrohr, in das geblasen wird
- Wasser-Maultrommel → Maultrommel, kleines Instrument mit durchschlagender Zunge, das mit dem Mund gespielt wird
- Wassertrommel, 1) auf Wasseroberfläche schwimmende, angeschlagene Hohlkörper, 2) auf Wasseroberfläche gestampfte Röhren, 3) teilweise mit Wasser gefüllte Trommeln
- Waterphone, atonales Reibidiophon, 1967 erfunden. Mischung aus Lamellophon und Nagelgeige
- Waza, eine Naturtrompete aus Kalebassen bei den Berta an der Grenze zwischen Sudan und Äthiopien
- Westerngitarre → Akustische Gitarre#Folk- und Westerngitarre
- Wimmerorgel, eine Drehorgel (Leierkasten), die einen unterbrochenen Ton von sich gibt, also ein Tremolo erzeugt
- Windharfe, mit Luft gespieltes, harfenartiges Saiteninstrument
- Winkelharfe → Harfe, ein Zupfinstrument, bei dem die Saiten senkrecht von der Resonanzdecke abgehen
- Wölbbrettzither, asiatische Familie von Zithern mit gebogenem Resonanzkasten, z. B. die chinesische Guzheng, die japanische Koto oder das koreanische Gayageum
- Wunderflöte → Nasenflöte, mit der Nase angeblasene Flöten

## X
- Xalam, fünfsaitige Binnenspießlaute der Wolof im Senegal
- Xaphoon, ein 1976 entwickeltes, leicht zu spielendes Einfachrohrblattinstrument aus Bambus oder Kunststoff
- Xarana, auch Jarana. Kleine mexikanische Gitarre
- Xeremia, 1) gedoppelte Rohrpfeife auf Ibiza
- Xeremia, 2) Sackpfeife auf den Balearischen Inseln
- Xindi, chinesische Bambusquerflöte ähnlich der Dizi
- Xun, alte chinesische Gefäßflöte
- Xylharmonikon, ein Anfang des 19. Jahrhunderts entwickeltes Streichstabspiel mit hölzernen Klangstäben und einer Streichwalze
- Xylomarimba, Konzertxylophon mit nach unten erweitertem Tonbereich
- Xylophon, Stabspiel mit klingenden Holzplatten
- Xylorimba → Xylomarimba

## Y
- Yal → Yazh, historische südindische Bogenharfe
- Yalambar, zweisaitige Bambusröhrenzither in Nepal und östlich angrenzenden Himalayaregionen
- Yangqin, chinesisches, trapezförmiges Hackbrett
- Yatga, mongolische Wölbbrettzither
- Yaybahar, von Görkem Şen 2014 entwickeltes Effektinstrument aus Zugfedern und Membranen
- Yayli tanbur, gestrichene türkische Langhalslaute
- Yazh, historische Bogenharfe in Südindien, die im 1. Jahrtausend n. Chr. von Tamilen gespielt wurde
- Yidaki → Didgeridoo, australisches Holzblasinstrument
- Yongzhong, auch Zhong, historischer chinesischer Glockentyp aus Bronze
- Yua, auch Wia, kleine Kernspaltflöte im Norden Ghanas
- Yueqin, Mondgitarre, Zupflaute in der klassischen chinesischen Musik

## Z
- Zabumba, flache brasilianische Basstrommel
- Zambomba → Brummtopf, mittelalterliche Trommel, die durch Reiben gespielt wird
- Zampogna, eine große italienische Sackpfeife
- Zampoña, südamerikanische Panflöte
- Zamr → Midschwiz, Holzblasinstrument mit einem Doppelrohr aus den Nahen Osten
- Żaqq, eine maltesische Sackpfeife
- Zarb → Tombak, persische Handtrommel
- Zerbaghali, kelchförmige Handtrommel in Afghanistan
- Zeze (Lauteninstrument), Schalenspießlaute in Tansania
- Zeze (Zither), auch Sese, ein- oder mehrsaitige Plattstabzither in Ostafrika
- Zheng → Guzheng, chinesische Wölbbrettzither in der klassischen Tradition
- Ziehharmonika, Handzuginstrument mit durchschlagender Zunge
- Zil, ein Paarbecken, auch Zimbel, in der Militärmusik des Osmanischen Reiches und der heutigen türkischen Unterhaltungsmusik
- Zilli Maşa, eine besondere, gegabelte Form der türkischen Zil, einer Zimbel, die zu den Gabelbecken gehört
- Zimbel, 1) Handzimbeln oder Fingerzimbeln: kleine Paarbecken. 2) ein Orgelregister
  - Tingsha, eine tibetische Handzimbel
  - Crotales, Reihe flacher Zimbeln auf Ständern
- Zimbelstern, ein mechanisches Spielwerk mit Glocken bei Orgeln
- Zink, historisches Blechblasinstrument, meistens aus Holz
- Zinnpfeife, irische Flöte
- Zister, Zupfinstrument
- Zither, traditionelles Mehrsaiten-Zupfinstrument der Alpenländer
- Złóbcoki, drei- bis viersaitige schmale Fidel in der Volksmusik der südpolnischen Region Podhale
- Zugposaune, Blechblasinstrument mit einem ausziehbaren Rohr statt Ventilen
- Zugtrompete, historische Trompete mit chromatischer Stimmung
- Zungenklavier, Spieldose
- Zupftrommel, vor allem die einsaitige Ektara (Gopi Yantra) in der nordindischen Volksmusik
- Zurna, türkische Kegeloboe, gehört zu den asiatischen Surnais
- Zwerchpfeife, Trommelpfeife, klappenlose Querflöte
- Zwitscherharfe, auch Spitzharfe. Eine Form der aufrecht stehenden Harfe
- Zumari → Nzumari, konisches Doppelrohrblattinstrument an der ostafrikanischen Küste
- Zymbal, ein osteuropäisches Hackbrett